# Desperate Housewives (seizoen 5)
Dit artikel geeft een overzicht van de afleveringen en acteurs van seizoen 5 van Desperate Housewives. Het seizoen bestaat uit 24 afleveringen en werd uitgezonden van 28 september 2008 tot 17 mei 2009 in de Verenigde Staten. In dit seizoen wordt er vijf jaar vooruitgesprongen in de tijd, wat heel wat veranderingen met zich meebrengt.
De honderdste aflevering van de show is ook voor dit seizoen (aflevering 13, The Best Thing That Ever Could Have Happened). Dit seizoen is tevens het laatste waarin actrice Nicollette Sheridan te zien is (aflevering 19, Look Into Their Eyes and You See What They Know).

## Rolbezetting
- Teri Hatcher als Susan Mayer
- Felicity Huffman als Lynette Scavo
- Marcia Cross als Bree Hodge
- Eva Longoria als Gabrielle Solis
- Nicollette Sheridan als Edie Britt
- Dana Delany als Katherine Mayfair
- Ricardo Antonio Chavira als Carlos Solis
- Doug Savant als Tom Scavo
- Kyle MacLachlan als Orson Hodge
- Neal McDonough als Dave Williams/Dash
- Shawn Pyfrom als Andrew Van De Kamp
- Brenda Strong als Mary Alice Young
- James Denton als Mike Delfino

### Bijrol
- Max Carver als Preston Scavo
- Charlie Carver als Porter Scavo
- Joshua Moore als Parker Scavo
- Kendall Applegate als Penny Scavo
- Daniella Baltodano als Celia Solis
- Madison Delagarza als Juanita Solis
- Mason Vale Cotton als Maynard 'MJ' Delfino

### Gastrol
- Kathryn Joosten als Karen McCluskey
- Andrea Bowen als Julie Mayer
- Richard Burgi als Karl Mayer
- Joy Lauren als Danielle Katz
- Andrew Leeds als Leo Katz
- Tuc Watkins als Bob Hunter
- Kevin Rahm als Lee McDermott
- Gale Harold als Jackson Braddock
- Lily Tomlin als Roberta McCluskey
- Stephen Spinella als Dr. Samuel Heller
- Gail O'Grady als Anne Schilling
- Peter Onorati als Warren Schilling
- Frances Conroy als Virginia Hildebrand
- Todd Grinnell als Dr. Alex Cominis
- Joanna Cassidy als Melina Cominis
- Beau Bridges als Eli Scruggs
- Ion Overman als Maria Scott
- David Starzyk als Bradley Scott
- Swoosie Kurtz als Jessie
- Lesley Boone als Lucie Blackburn
- Stephen Lunsford als Travers McLain
- Gloria LeRoy als Rose Kemper
- Sarah Knowlton als Patty Rizzo
- Wendy Makkena als Fran
- Liz Torres als Connie Solis
- Maiara Walsh als Ana Solis

## Afleveringen
| Nr. | Titel                                           | Schrijver(s)              | Regisseur       | Uitzenddatum Verenigde Staten |  |
| --- | ----------------------------------------------- | ------------------------- | --------------- | ----------------------------- |  |
| 5-01 (88) | You're Gonna Love Tomorrow                      | Marc Cherry               | Larry Shaw      | 28 september 2008             |  |
| Lynette heeft in vijf jaar tijd haar tweeling Preston en Porter zien opgroeien tot echte pubers. Ze betrapt de tweeling in het restaurant, dat ze hebben omgebouwd tot een casino. Als straf mogen ze niet naar het schoolbal gaan. Ze zoekt wat steun bij Tom, maar die vindt het cool dat zijn zonen het casino georganiseerd hebben en maakt de straf ongedaan. Lynette bedenkt dan een plannetje om Tom een lesje te leren: ze geeft de tweeling de sleutels van zijn cabriolet om naar het bal te gaan. Lynette maakt dan duidelijk aan Tom dat ze een team zijn en dat een beslissing niet ongedaan gemaakt kan worden door de ander eens een straf is gegeven. Bree en Katherine hebben van hun cateringzaak een succes gemaakt: Bree staat op het punt haar eerste boek uit te geven met recepten. Ze draagt het boek op aan Katherine, maar die is jaloers op Brees succes en de weinige aandacht die zij krijgt en laat Bree een moeilijke cake afwerken wanneer de televisiecamera's draaien. Dat mislukt natuurlijk, en Katherine kan zo haar kunsten laten zien. Maar aan Brees succes is ook een keerzijde: een paar jaar geleden is Danielle getrouwd met Leo Katz en heeft zij Benjamin van Bree afgenomen. Susan is, na een verschrikkelijk ongeluk waarbij 2 doden vielen (een moeder met haar kind) gescheiden van Mike. Zij trok zich dit ongeluk veel harder aan dan hij en de ruzies liepen hoog op. Ze delen wel samen het hoederecht over hun zoon Maynard. Susan heeft ondertussen ook Jackson leren kennen, een schilder die haar huis opknapt en af en toe met haar de lakens deelt. Voor Susan is dit voldoende, maar hij wil meer en probeert haar ervan te overtuigen om elkaar meer te zien en opener te zijn over hun relatie. Gabrielle en Carlos zijn de afgelopen 5 jaar de trotse ouders geworden van 2 dochters: Juanita en Celia. Gabrielle is nu een fulltime moeder en heeft al haar looks verloren. Als ouders zien ze ook niet dat hun dochters te kampen hebben met overgewicht. Wanneer ze dan Juanita op een verjaardagsfeestje een gigantisch stuk taart ziet eten en enkele moeders hoort roddelen over haar en haar (dikke) dochter, is de maat vol: ze probeert Juanita te overtuigen wat aan sport te doen, maar moet een trucje gebruiken om Juanita in beweging te krijgen. Na 5 jaar afwezigheid keert ook Edie terug naar Wisteria Lane. Ze is ondertussen getrouwd met Dave Williams, een schijnbaar vriendelijke man, maar hij heeft een geheim: hij is namelijk uit op wraak. Iemand op Wisteria Lane heeft hem ooit iets aangedaan en zal daar nu voor moeten boeten. |                                                 |                           |                 |                               |  |
| 5-02 (89) | We're So Happy, You're So Happy                 | Alexandra Cunningham      | David Grossman  | 5 oktober 2008                |  |
| Lynette ontdekt dat een van Porters klasgenoten betrapt is met drugs. Ze wil er een gesprek met hem over aanknopen, maar dat lukt niet. Parker leert haar dan 'Silverfizz' kennen, een sociale netwerksite waar Porter lid van is. Lynette schrijft zich ook in en doet zich voor als de zestienjarige SaraJ. De situatie loopt uit de hand wanneer Porter romantische poëzie begint te schijven naar SaraJ. Maar het geheim komt toch uit en Porter is razend op zijn moeder, want hij begon meer te voelen. Bree heeft het razenddruk: haar nieuwe boek komt uit, ze moet een radio-interview geven en ze heeft een verjaardagsfeestje te cateren. Dat valt niet goed bij Orson: ten eerste is de titel van Brees boek Mrs. Van de Kamp's Old Fashioned Recipes en niet Mrs. Hodge's Old Fashioned Recipes, ten tweede verklaart ze hem dood op de radio en ten derde belooft ze al drie dagen zijn favoriete gerecht klaar te maken: een stoofpotje. Hij vraagt haar of ze soms beschaamd is, want hij heeft 3 jaar in de gevangenis gezeten voor het overrijden van Mike, wat ook haar voorwaarde was om terug samen te zijn. Zij beweert van niet maar hij voelt zich meer en meer naar de achtergrond gedrukt. Wanneer Bree dan laat en moe terugkomt van haar cateringsopdracht, zit hij nog altijd te wachten op zijn favoriete gerecht en verplicht haar dit klaar te maken. Gabrielle mag naar een chic verjaardagsfeestje en verheugt zich erop nog eens tussen de mensen te komen, want nu ze moeder is komt ze daar niet meer veel aan toe. Maar Carlos werkt ondertussen als masseur op de countryclub waar het feestje georganiseerd wordt, en Gabrielle krijgt dan van Bree te horen dat ze niet meer welkom is op het feestje. Gaby pikt dit niet en gaat alsnog naar het feestje, weliswaar niet over de rode loper maar langs de dienstingang. Hun aanwezigheid wordt niet op prijs gesteld en Gabrielle en Carlos worden de zaal uitgezet. Carlos vindt die chique feestjes allemaal niet nodig: hij is gelukkig zoals ze zijn: getrouwd zijn met Gabrielle en 2 prachtige kinderen is alles wat hij nodig heeft. Susan moet aan zoontje MJ uitleggen wie Jackson is, maar ook Mike ontmoet Jackson en wil hem meenemen voor een avondje uit: Jackson slaapt immers in hetzelfde huis als zijn zoon, dus heeft hij het recht te weten wie hij is. Dit doet bij Susan het angstzweet uitbreken en ze bereidt Jackson voor op een avondje uit met Mike: wat hij moet aandoen en waarover hij moet spreken wordt allemaal op voorhand bepaald. Susan wacht dan bang af hoe hun avondje verlopen is, en wonderwel komen de twee geweldig goed overeen: ze gaan zelfs weer uit later die week. Maar tijdens hun avondje uit heeft Mike enkele seksuele geheimen van Susan met Jackson gedeeld en wanneer zij dit ontdekt, wil ze niet dat Jackson nog uitgaat met Mike. Jackson belt dan af voor hun avondje samen, net die avond dat hij normaal met Mike zou uitgaan. Susan denkt dat hij liegt en gaat naar de bar waar ze normaal zouden afspreken. Maar ze treft er enkel Mike aan, Jackson is echt niet daar. Edie is boos op Karen McCluskey. Die heeft een opmerking gegeven over haar borsten en ze wil dan ook onmiddellijk Wisteria Lane verlaten. Dave, haar man, kan haar overtuigen te blijven en gaat met Karen praten. Hij vraagt Karen om haar excuses aan te bieden aan Edie, maar Karen weigert. Dave vraagt haar om erover na te denken: Karen is een oude vrouw met niet veel gezelschap, ze heeft enkel Toby (Ida Greenbergs kat) om haar gezelschap te houden en het zou toch zonde zijn dat ze alleen zou achterblijven. Enkele dagen later is Toby dan verdwenen. Dave biedt Karen zijn hulp aan bij de zoektocht naar de kat, en dat maakt Karen achterdochtig. Ze biedt haar excuses dan aan bij Edie, en vertelt erbij dat ze dit zeker aan Dave moet vertellen. En diezelfde avond vindt Karen Toby terug in haar woonkamer. Dit doet Karen besluiten om een speurtocht op te zetten naar het verleden van Dave: ze belt aan bij Katherine en vraagt of ze haar computer mag gebruiken. |                                                 |                           |                 |                               |  |
| 5-03 (90) | Kids Ain't Like Everybody Else                  | Joe Keenan                | Bethany Rooney  | 12 oktober 2008               |  |
| Lynette vraagt aan Tom om de garage op te ruimen. Tom vindt een heleboel dingen terug die hij ooit had willen doen, maar waar het nooit van gekomen is. Zo is er een basgitaar waar hij regelmatig mee speelde, samen met Mike toen die nog op Wisteria Lane woonde. Dave ziet de gitaar liggen en vertelt dat hij wel een beetje kan drummen. Tot Lynettes ontsteltenis vormen de twee nu een bandje, en gaan ze hele dagen oefenen in de garage, wat Lynette gek maakt. Ze bedenkt dan ook een plannetje om de gitaar kapot te krijgen: ze legt hem in de garage op de grond en legt er een pop van Penny bij, zodat het lijkt alsof zij die gitaar daar gelegd heeft. En dat lukt: Tom rijdt zijn eigen gitaar kapot en is boos op Penny. Dave heeft van het ongeluk gehoord en geeft aan Lynette een gitaar met de boodschap dat ze de gitaar aan Tom moet geven, want hij heeft die paar uurtjes ontspanning in de week hard nodig. Na veel overleg heeft Orson Danielle en haar gezin zo ver gekregen om een weekendje op bezoek te komen: het is dan ook al 3 jaar geleden dat ze Benjamin nog gezien hebben. Danielle is helemaal veranderd: ze is getrouwd met Leo Katz (een advocaat), Benjamin noemt haar gewoon Danielle in plaats van 'mama' en ze heeft haar hele levensstijl omgegooid: ze leven heel 'natuurbewust' en ze eten alle drie vegetarisch. Bree is gechoqueerd: volgens haar hoort vlees gewoon bij een maaltijd. Ze lokt Benjamin dan in de val door een verhaaltje op te dissen over Danielle toen ze jong was: ze at heel graag hotdogs toen ze zes was. Maar Benjamin kan niet tegen vlees en geeft alles over tijdens het avondeten. Danielle is woest en verlaat de volgende ochtend Wisteria Lane . Gabrielle en Carlos verkopen hun luxewagen en kopen met het geld de auto van Andrew over. Het ding is een wrak en valt dan ook regelmatig stil. Er zijn blijkbaar wel meerdere gebreken en al snel wil Gabrielle haar geld terug van Andrew. Maar die weigert: verkocht is verkocht. Gabrielle geeft echter niet zo snel op: ze dwingt hem het geld terug te geven, zo niet, rijdt zij met haar wrak in op zijn nieuwe sportauto. En dat werkt, Gabrielle krijgt haar geld terug. Susan merkt dat MJ gepest wordt op het pleintje, maar hij wil er niet over praten met zijn moeder, wel met zijn vader. Mike kan ook niet veel lospeuteren bij MJ, buiten het feit dat hij wil leren vechten. Susan ziet dan door het raam wie de pestkop is: Juanita Solis. Ze spreekt er Gabrielle over aan, maar die is niet meteen bereid mee te werken. Niet veel later ziet ze MJ weer gepest worden door Juanita, en nu is de maat voor haar vol: ze duwt Juanita op de grond. Gabrielle heeft dit gezien en het komt tot een ware vechtpartij tussen Susan en Gabrielle. Susan biedt haar later haar excuses aan en samen brengen ze een avondje door, roddelend over hun kinderen en hoe moeilijk het is ze op te voeden. Katherine en Karen nodigen Edie uit voor een etentje, om zo meer te weten te komen over haar man Dave. Maar Karen is niet bepaald subtiel in haar ondervraging en Edie wil het al snel over iets anders hebben. Edie, Dave, Katherine en Karen worden dan uitgenodigd door Bree om te komen dineren. Katherine probeert op subtiele wijze van Dave te weten te komen waar hij gestudeerd heeft, maar die wimpelt de vraag snel af. Maar nu stelt ook Edie die vraag aan hem en moet hij wel bekennen dat hij niet gestudeerd heeft. Later die avond, wanneer Dave en Edie zich klaarmaken om te gaan slapen, zegt Dave dat hij zich vernederd voelde om dat heikel punt zo publiekelijk te bespreken. Edie onthult dan dat het eigenlijk niet haar bedoeling was, maar omdat Karen McCluskey er zo veel naar vroeg, begon ze zichzelf ook die vraag te stellen. Nu Dave weet dat Karen hierachter zit, vergeeft hij Edie, maar met Karen is hij blijkbaar nog lang niet klaar. |                                                 |                           |                 |                               |  |
| 5-04 (91) | Back in Business                                | Joey Murphy & John Pardee | Scott Ellis     | 19 oktober 2008               |  |
| Mike en Susan worden uitgenodigd op de school van hun zoon. MJ heeft een tekening gemaakt van zijn familie. Maar de man op de tekening is niet Mike, maar Jackson. Mike voelt zich niet meer betrokken en koopt MJ dan een nieuwe fiets om zijn schuldgevoel te sussen. Hij heeft nu geen tijd hem erop te leren rijden, maar belooft hem het later te doen. MJ is echter heel enthousiast en wil absoluut nu leren fietsen. Hij vraagt aan Jackson om hem het te leren. Susan ziet dit en moet dan aan MJ vragen om te doen alsof hij nog niet kan fietsen en met opzet op de grond te vallen wanneer Mike dan opdaagt om het hem te leren. Maar MJ doet zich echt pijn wanneer hij valt en de leugen komt uit. Susan zegt dan tegen Mike dat, nu ze gescheiden zijn, hij niet meer aanwezig kan zijn op alle 'grote' momenten in MJ's leven en dat maar moet leren accepteren. Bree nodigt haar vriendinnen uit bij haar thuis: ze wil hen allen een kopie geven van haar boek en een glas heffen op haar succes. Maar de vriendinnen zijn jaloers en kunnen dat moeilijk verbergen. Wanneer Bree dan telefoon krijgt en hoort dat ze verkozen is tot 'Zakenvrouw van het jaar', besluit ze hierover voorlopig te zwijgen tegen haar vriendinnen. Orson is ondertussen nog altijd op zoek naar een job en vraagt aan Bree of hij voor haar mag werken. Zij wil dat liever niet (onder druk van Katherine), maar Orson is zwaar teleurgesteld en verhuist naar de gastenkamer. Maar Bree krijgt spijt van haar keuze en maakt het weer goed: Orson komt bij hen in de zaak werken. Lynette ziet een advertentie liggen voor Brees boek en vraagt of ze (als oud-reclamemaker) de advertentie even mag bekijken. Lynette stort zich op de advertentie en werkt een hele nieuwe campagne uit voor Bree. Ze presenteert de campagne aan Bree, maar die wijst haar voorstellen af. Lynette is kwaad op Bree en het komt tot een ruzie op het etentje van 'Zakenvrouw van het jaar'. Lynette gaat later haar excuses aanbieden en zegt dat ze jaloers is op het succes van Bree en een graantje van dat succes wilde meepikken. Bree vertelt dan dat ze niets heeft om jaloers op te zijn: haar partner (Katherine) haat haar en haar man slaapt in de gastenkamer, en het is niet makkelijk om maar door te blijven gaan terwijl iedereen haar niet mag. Gabrielle probeert Juanita te dumpen bij haar vriendinnetje zodat zij en Carlos meer seks kunnen hebben. Wanneer ze dan eindelijk alleen thuis zijn, wil Gabrielle weten hoe het is om seks te hebben als blinde. Carlos geeft haar dan een blinddoek en Gabrielle vindt de seks al meteen een heel pak intenser. Maar wanneer ze de blinddoek afdoet, staat Juanita aan het einde van hun bed. Gabrielle maakt zich ervan af door te zeggen dat ze aan het worstelen waren. Maar Juanita heeft wel door wat er gebeurde, en vertelt dit aan haar vriendinnetje Bethany. De ouders van Bethany zijn woest op Gabrielle en willen niet meer dat hun dochter nog met Juanita omgaat. Maar Gabrielle heeft de spelnamiddagen hard nodig voor zichzelf en dus gaan zij en Carlos met Bethany's ouders spreken. Maar dan verklapt Carlos aan Bethany dat de Kerstman niet bestaat. Tom en Dave doen audities voor hun band. Er komen enkele goede kandidaten opdagen, maar Dave wil niemand aannemen. Hij wil dat Mike een nieuw bandlid wordt en maakt zijn keuze heel duidelijk kenbaar aan Tom en vraagt aan hem om Mike te bellen. Het gaat allemaal niet snel genoeg en dus vraagt Dave aan Mike of hij wil langskomen voor een kapotte waterleiding (die hij zelf stuk heeft gemaakt). Tijdens de herstelling vraagt Dave of hij wil meedoen met de band, maar Mike is niet geïnteresseerd: hij woont aan de andere kant van de stad en wil zijn vrije tijd liever in zijn zoon steken. Edie wil ondertussen het oude huis van Mary-Alice kopen. Dave wil in het begin niet (en maakt dat Edie hardhandig duidelijk), maar bedenkt zich wanneer Mike zijn voorstel afwijst. Hij koopt het huis nu toch en verhuurt het voor een appel en een ei aan Mike. |                                                 |                           |                 |                               |  |
| 5-05 (92) | Mirror, Mirror                                  | Joey Murphy & John Pardee | Scott Ellis     | 26 oktober 2008               |  |
| De vier huisvrouwen bereiden zich allemaal voor op een verrassingsfeest voor Karen McCluskey, dat georganiseerd wordt door Susan onder impuls van Dave. Elke huisvrouw mijmert over het verleden terwijl ze zich klaarmaakt voor de party. Gabrielle herinnert zich de shock die haar overkwam toen ze ontdekte dat ze voor de eerste keer zwanger was: ze is nu namelijk laat en ze hoopt dat ze niet voor een derde keer zwanger is. Ze sloeg destijds de arme dokter in het gezicht toen hij haar het nieuws bracht, want ze vroeg zich af hoe dat kon: de kans dat zij en Carlos zwanger zouden geraken was miniem (dat was haar toch verteld) en toch was ze zwanger. En ook haar tweede bezoek aan de gynaecoloog herinnert ze zich. Ze gaf Carlos de schuld dat ze opnieuw zwanger was en eiste dat hij een vasectomie zou laten uitvoeren. Maar op weg naar het verrassingsfeest vertelt Carlos dat hij die operatie niet heeft laten uitvoeren. Dat maakt Gabrielle boos en ze krijgen een fikse woordenwisseling. Op het feest krijgt Gabrielle toch haar regels en kan ze opgelucht ademhalen. Maar Carlos heeft tegen haar gelogen en dat pikt Gaby niet. Hij bekent dan aan haar dat hij nog een kind wil, maar Gabrielle ziet dat zelf echt niet zitten. Ze wil Carlos ook niet dwingen om de operatie te ondergaan en samen besluiten ze om voorlopig condooms te gebruiken tot ze samen klaar zijn voor de operatie. Susan herinnert zich de eerste keer dat ze Jackson rondleidde door haar huis. Ze dacht dat hij haar aan het versieren was, maar hij ontkende en wilde het afstappen. Susan bedacht zich en liet hem haar huis in een nieuw kleurtje steken. Ze herinnert zich ook haar scheiding van Mike: net voor ze de definitieve scheidingspapieren ging tekenen, wilde ze nog even praten met Mike. Ze vroeg zich af of ze wel de juiste beslissing namen, en het niet nog eens kunnen proberen. Voor Mike kon dit enkel door te scheiden: hij tekende de papieren en wandelde de kamer uit. En net voor de surpriseparty begint vraagt Jackson of ze wil samenwonen met hem. Dat was niet hun afspraak: na het tekenen van de papieren is Susan met Jackson in bed gedoken en voor beiden was dat toen voldoende: enkel seks, niets meer. Hij wil weten waar ze naartoe gaan en vraagt aan Susan of ze een relatie wel ziet zitten. Ze stamelt dat dit voor haar voldoende is, waarop Jackson het afstapt. Lynette ziet Penny zitten in de cabriolet van Tom. Ze heeft de tweeling horen ruziemaken over wie de auto krijgt als hun vader zou overlijden. Dat doet Lynette denken aan die keer toen ze naar het ziekenhuis werd geroepen omdat Tom een elektrische schok had gekregen en er kans was op weefselschade. Tom overleefde het gelukkig en besloot zijn leven om te gooien: hij kocht de auto waar hij als kind al van droomde. Lynette vindt het 'OK': hij heeft immers iets levensbedreigends meegemaakt en gunt hem zijn auto. Maar Tom heeft nog meer plannen: hij gaat de pizzeria verkopen en wil de wereld zien met een mobilhome. Lynette brengt hem terug op aarde door hem duidelijk te maken dat ze al eens hun leven hebben omgegooid, toen ze besloten om een pizzeria te beginnen en dat ze niet elke keer dat hij zich niet goed voelt, iets nieuws kunnen beginnen. Bree zit voor de spiegel wanneer Orson komt zeggen dat hij uitkijkt naar de party, omdat hij aan de buren kan vertellen dat hij een partner wordt in het bedrijf van Bree en Katherine. Bree smeekt Orson niets te zeggen op de party, want ze heeft het Katherine nog niet verteld en vindt dit ook niet het ideale moment om het haar te vertellen. Ze heeft dan ook een goede reden om Katherine niet op die manier voor een voldongen feit te stellen: nadat Orson voor de aanslag op Mike naar de gevangenis is gegaan, is Bree weer beginnen te drinken. En dat werd er niet beter op toen Danielle Benjamin afnam. Katherine ontdekte dit en besloot bij Bree in te trekken: ze was de vriendschap van Bree niet vergeten toen zij het moeilijk had en besloot dit terug te doen voor haar. Daarom heeft Bree het zo moeilijk, maar ze kan dit niet aan Orson vertellen. Die wil van Bree weten waarom ze Katherine verkiest boven haar eigen man en al dat gezaag maakt Bree gek, waarop ze hem ontslaat. Dat maakt Orson woest en hij wil scheiden van haar. Maar Bree biecht dan toch op aan hem wat de ware reden is, en dat doet Orson tot inkeer komen: hij zal beginnen als werknemer en pas partner worden wanneer Katherine ermee instemt. Dave ziet Karen door zijn post snuisteren, en besluit dat hij Karen eens en voor altijd moet uitschakelen om zijn plan uit te voeren. Hij hoort van Edie dat Karen volgende week 70 jaar wordt en vraagt dan aan Edie (nadat die afhaakt) om aan Susan te vragen een verrassingsfeestje te organiseren. Op de avond van haar verjaardag vraagt hij aan Edie om ze uit te nodigen voor een drankje, om haar zo naar haar verrassingsfeest te lokken. Hij gedraagt zich poeslief, wat Karen nog meer achterdocht doet krijgen. Wanneer Karen en Edie dan vertrokken zijn, breekt Dave in bij Karen en verplaatst er enkele meubelstukken. Karen gaat voor het feest nog even Toby eten geven en ziet Daves werk. Ze neemt de baseball-bat die in de zetel ligt (die Dave daar had gelegd) en loopt naar Susans huis. Daar valt ze Dave aan en de buren moeten haar in bedwang houden. Karen vertelt dan haar verhaal, maar niemand van de buren gelooft haar. Een ambulance voert Karen af naar het ziekenhuis, maar net voor die vertrekt wil Dave nog even met Karen spreken: hij biecht aan haar op dat ze weg moest omdat zij zijn plannen kan dwarsbomen. Maar nu Karen weg is, zal het niet lang meer duren vooraleer hij zijn plannen kan uitvoeren.            |                                                 |                           |                 |                               |  |
| 5-06 (93) | There's Always a Woman                          | John Paul Bullock III     | Matthew Diamond | 2 november 2008               |  |
| Carlos is al enkele maanden een masseur op de lokale countryclub en heeft er een vast clientèle kunnen opbouwen. Op een middag krijgt hij Virginia Hildebrand op zijn tafel en bezorgt haar, buiten zijn wil om, een orgasme. Ze is zo tevreden van ‘zijn werk’, dat ze hem nu meevraagt voor een twee maanden durende rondreis in Europa. Gabrielle is heel enthousiast en wil dat Carlos meegaat, tot ze ontdekt waarom Virginia Carlos wil meenemen. Ze eist een uitleg van Virginia en wil niet dat Carlos nog meegaat. Maar dan doet Virginia haar ook een voorstel: ze mag ook mee naar Europa als haar ‘persoonlijke shopper’, en dat doet Gabrielle overstag gaan. Lynette ziet Tom in de stad praten met Anne Schilling, een mooie (oudere) dame en tevens de moeder van een klasgenoot van Porter. Lynette wordt jaloers en stopt de wagen om zo van Tom een woordje uitleg te krijgen. Die moet dan bekennen dat hij op zoek is naar een oefenruimte voor zijn band en Anne de makelaar is die dit lokaal heeft kunnen regelen. Lynette vindt het ook een goed idee, want zo is zij ook van het lawaai af. Maar wanneer Tom niet terugkeert van een repetitie en ze de andere bandleden ziet thuiskomen, gaat Lynette een kijkje nemen. Ze vindt Tom dan alleen in de ruimte en lucht haar hart: ze weet dat Tom een midlifecrisis doormaakt en hoopt dat die snel gedaan zal zijn. Dat doet Tom inzien dat zijn wispelturigheid Lynette ongelukkig maakt en belooft haar ermee op te houden. Maar Tom vindt een condoomverpakking in het repetitielokaal en ontdekt al snel van wie die is: Porter. Tom betrapt hem op heterdaad en geeft hem de kans om zijn 'vriendin' buiten te laten zonder dat hij haar ontmoet. Maar Lynette is Tom gevolgd en ziet Anne wegglippen uit het repetitielokaal. Dat doet Lynette besluiten dat Tom haar bedriegt en ze pakt haar koffers, niet wetende dat het haar zoon is die een affaire heeft met Anne en niet Tom. Orson komt Peter Hickey tegen, een oud-klasgenoot. De ouders van de man vieren binnenkort hun huwelijksverjaardag en Orson heeft het zo kunnen regelen dat Bree en Katherine dat feestje mogen cateren. Maar Katherine wil verhuizen: dochter Dylan woont in Maryland en is er net bevallen van haar eerste kindje. Katherine heeft ook niets meer dat haar aan Wisteria Lane bindt: enkel haar werk houdt haar daar. Daarop bedenkt Bree een plannetje: ze wil Katherine koppelen aan Peter en slaagt hier nog in ook. Maar Orson bekent dan dat Peter geen oud-klasgenoot is, maar iemand die hij heeft leren kennen in de gevangenis. Dat doet Katherine ineenstorten en ze is nu zeker dat ze Wisteria Lane wil verlaten en naar haar familie in Maryland wil. Bree is teleurgesteld: ze hoopt dat Katherine zich toch nog bedenkt, want na alles wat ze hebben meegemaakt, is Katherine als de zus die ze nooit heeft gehad toen ze jong was. Susan twijfelt eraan of ze wel de goede beslissing heeft genomen om met Jackson te breken. Ze wil hierover met hem praten en gaat naar zijn appartement. Daar treft ze een naakte vrouw aan in de douche en ze eist een uitleg van Jackson. Wanneer die een tijdje later bij haar aanbelt, wil Susan eerst niet luisteren. Hij heeft in feite niets misdaan, want Susan wilde niets meer dan seks. Dat doet Susan inzien dat ze fout zat en vraagt of ze niet opnieuw kunnen beginnen. Jackson wandelt naar buiten en belt haar op haar mobiele telefoon: ze doen alsof ze elkaar nog niet kennen en besluiten dat ze het beiden een tweede kans willen geven. Dave heeft een naam gevonden voor zijn band: "Blue Odessey". Dat was namelijk de naam van de band van zijn broer. Edie wist helemaal niet dat Dave een broer had en vraagt om wat meer te vertellen over hem: zijn naam was Steve en hij zat in de gevangenis voor drugshandel, tot hij er vermoord werd door een medegevangene. En nu Karen in het ziekenhuis ligt, kan Dave zijn plannen beginnen uit te voeren. Zo vraagt hij aan Mike om later die week nog eens af te spreken om wat meer te repeteren. Dave dringt nogal aan en dat doet bij Mike toch wat vragen rijzen: waarom is Dave zo geobsedeerd door de band? Karen ligt ondertussen in het ziekenhuis en belt haar zus Roberta (Lily Tomlin) op. Ze stelt voor om bij haar in te trekken nadat ze het ziekenhuis verlaten heeft en samen uit te zoeken wat Dave allemaal op zijn kerfstok heeft. |                                                 |                           |                 |                               |  |
| 5-07 (94) | What More Do I Need?                            | Matt Berry                | Larry Shaw      | 9 november 2008               |  |
| Bree en Orson hebben beveiligingscamera's laten plaatsen in hun werkkeuken. Zo betrappen ze Charlie, een van hun werknemers, die 200 dollar steelt uit de kas en ze moeten hem ontslaan. Orson vindt al snel een vervanger en alles loopt zo op rolletjes, dat Bree en Orson hun succes vieren met een portie seks in de keuken. Maar wanneer Andrew dan langskomt en vertelt dat Charlie de tape gestolen heeft en er een seksscène op de tape blijkt te staan, wil Charlie ineens 2000 dollar, anders plaatst hij de tape op YouTube. Bree en Orson denken dan natuurlijk meteen dat zij op de tape staan en geven Andrew de opdracht de tape terug in handen te krijgen: de manier waarop maakt niet uit. Andrew krijgt de tape snel terug in zijn bezit, maar bij nadere inspectie blijken het niet Bree en Orson te zijn op de tape, maar Katherin en Mike! Bree brengt de tape naar Katherine en geeft haar meteen ook een waarschuwing: Mike is de ex van Susan, en die zal daar niet mee kunnen lachen. Gabrielle en Carlos worden uitgenodigd door Virginia Hildebrand om bij haar het weekend door te brengen. Carlos twijfelt, maar Gabrielle is heel enthousiast en dus blijft de familie Solis bij Virginia. Maar de situatie wordt vreemder en vreemder naarmate het weekend voorbijgaat: zo kruipt Virginia op de eerste avond bij Carlos en Gabrielle in bed en de dag erna mogen de kinderen 'in hun eigen kamer' de muur beschilderen. En wanneer de kinderen haar dan ook 'oma' mogen noemen, is de maat vol en pakt Gabrielle haar koffers. Maar Virginia daagt opeens op op het verjaardagsfeestje van Celia en Gabrielle moet haar op haar plaats zetten. Dat valt niet goed bij Virginia en ze belt naar de countryclub om Carlos er zwart te maken en zo hopelijk te laten ontslaan. Lynette confronteert Tom met wat ze gezien heeft bij het pakhuis, maar al snel ontdekken de twee dat het Porter is die een affaire heeft. Ze eisen dat hij het gedaan maakt, anders zullen zij maatregelen treffen. Lynette komt Anne dan tegen op een oudervergadering van Porters school, en wanneer Anne doet alsof er niets aan de hand is, pakt Lynette Anne nogal ruw vast en maakt duidelijk dat dit zo niet kan verdergaan en dat ze snel haar relatie met Porter moet beëindigen. Wat later belt Anne naar Porter en spreekt met hem af in het park. Daar bekent ze hem dat ze zwanger is, en niet meer weet wat te doen. Porter wil haar niet verlaten en samen besluiten ze die avond te vluchten. Susan en Jackson resetten hun relatie: ze gaan vanavond voor de eerste keer officieel uit. Dat betekent ook dat de twee pas seks zullen hebben op hun vierde afspraakje. Jackson heeft het daar moeilijk mee op de eerste twee afspraakjes, maar wanneer een dronken Susan op hun derde afspraakje haar eigen regels wil verbreken, is hij het die zich aan de afspraak houdt. Susan belt de dag erna in een sexy pakje aan bij Jackson, maar die houdt de boot toch nog af: geen seks heeft hem namelijk goed gedaan en heeft ervoor gezorgd dat hij weer is beginnen schilderen. Hij heeft Susan geportretteerd en zij ziet er een kant in van haarzelf die niet veel mensen kennen. Dat doet haar besluiten dat Jackson haar misschien beter kent dan ze zelf dacht en ze is hier erg blij mee. Karen en Roberta ontdekken dat Dave elke maand naar een psychiater belt. Ze zoeken wat meer informatie over de dokter via het internet. De man blijkt gespecialiseerd te zijn in patiënten met een crimineel verleden. Ze bellen de man dan op en proberen via een list meer te weten te komen. Maar de man kent geen Dave Williams en is verbaasd als hij hoort dat de man over wie Karen en Roberta het hebben op Wisteria Lane woont. De dokter pakt zijn koffers en boekt meteen een vlucht naar daar. |                                                 |                           |                 |                               |  |
| 5-08 (95) | City on Fire                                    | Bob Daily                 | David Grossman  | 16 november 2008              |  |
| De mannen op Wisteria Lane hebben met hun band hun eerste optreden in een lokale club, maar alles loopt mis wanneer er brand uitbreekt. Susan kijkt uit naar de thuiskomst van Julie: ze komt immers haar moeder nog eens bezoeken na een lang verblijf op de universiteit en ze brengt ook haar vriend mee. Groot is Susans verbazing als blijkt dat haar vriend een man is van middelbare leeftijd en een tijdje haar professor was. Daarbovenop is hij al 3 keer getrouwd geweest en Susan ontdekt ook dat hij van plan is haar ten huwelijk te vragen. Ze probeert hier een stokje voor te steken, maar Julie kan Susans bemoeizucht niet appreciëren. Julie vertelt haar moeder dan dat ze trouwen helemaal niet ziet zitten, omdat ze ziet wat het met haar moeder gedaan heeft. Susan probeert haar te overtuigen van het tegendeel, maar moet toch inbinden als ze ziet dat Julie echt vastbesloten is nooit te trouwen. Bree krijgt een reporter van een landelijke krant over de vloer en probeert zichzelf als de ideale huisvrouw te profileren. Dat lukt aardig, tot een onbeantwoord telefoontje onthult dat Orson in de gevangenis heeft gezeten. Wanneer Andrew dan ook bekent dat hij homoseksueel is, gaat de reporter zelf op onderzoek uit in de buurt en ontdekt veel van Brees geheimen. Bree wil haar tegenhouden, maar krijgt de kans niet omdat ze de reporter niet kan vinden. Wanneer ze de vrouw dan eindelijk te pakken krijgt, laat Bree haar façade vallen en biecht ze alles eerlijk op, wat de reporter van mening doet veranderen. Preston komt aan Lynette opbiechten dat Anne zwanger is en samen met Porter wil vluchten. Lynette rijdt dan naar Annes huis en eist meer uitleg van haar. Wat ze niet weten, is dat Annes man Warren achter een hoek staat mee te luisteren. Wanneer Warren zijn aanwezigheid dan onthult, smeekt ze Lynette om toch niet te vertrekken. Lynette vertrekt toch, maar net als ze wil instappen in haar auto, krijgt ze spijt en stormt ze terug naar binnen. Daar heeft Warren ondertussen Anne al lelijk toegetakeld en Lynette moet Warren bedaren. Ze belt een ambulance en Anne wordt afgevoerd naar het ziekenhuis. Als Porter hiervan hoort, gaat hij naar de club van Warren en verkoopt hem een slag in het gezicht. Lynette moet tussenbeide komen en Porter naar buiten brengen voor er ergere ongelukken gebeuren. Maar Porter wil wraak en trekt met een geladen pistool naar de club. Hij krijgt de kans niet om zijn plan tot uitvoering te brengen, want Warren beschuldigt hem voor de brand in zijn club. Gabrielle komt thuis na een dagje winkelen en vindt Virginia in haar woonkamer. Gabrielle wil haar buitengooien, tot Carlos haar vertelt dat Virginia hen heeft opgenomen in haar testament en dat ze alles erven eenmaal zij overlijdt. Gabrielle speelt het spelletje natuurlijk graag mee, maar Virginia begint zich weer te moeien met hun leven en dat werkt Gabrielle al snel danig op de zenuwen. Virginia dringt er ook op aan dat ze samen naar het optreden van Carlos gaan, maar ook daar blijft Virginia zich moeien. Gabrielle is die inmengingen van Virginia grondig beu en maakt haar dan duidelijk dat ze ook best zonder haar geld kunnen en stapt het af. Dr. Heller, de psychiater van Dave, is aangekomen in Fairview en belt naar Dave. Hij vraagt hem of hij op Wisteria Lane woont, maar Dave wil daar nu niet op antwoorden en belooft de dag erna terug te bellen. De dokter gaat zelf op onderzoek uit en loopt Edie tegen het lijf in de wijk. Zij geeft hem een flyer van het optreden die avond, en de dokter ziet Dave op de foto staan. Hij gaat naar de club en belt Dave weer op. Maar Dave neemt niet op, waarop de dokter Dave confronteert met zijn leugen. Dave wil er best over praten met de dokter, maar vraagt om te wachten tot na het optreden van zijn band. De dokter stemt in, tot hij de namen van de bandleden op een affiche ziet staan. Hij gaat naar Dave en eist dat hij onmiddellijk met 'een bepaald bandlid' mag spreken, want hij moet hem waarschuwen. Zo niet, belt Dr. Heller naar de politie. Dave stemt toe en zegt dat hij de man mag spreken, maar Dave leidt de dokter naar een achterkamertje, alwaar hij de man vermoordt. Om de moord te verdoezelen, steekt Dave de kamer in brand. Jackson is net op weg naar het toilet wanneer hij Dave uit de achterkamer ziet komen. Om zeker te zijn dat zijn geheim bewaard blijft, sluit Dave Jackson op. In de club is de band net begonnen met optreden wanneer de brand overslaat op de zaal en er paniek uitbreekt. Iedereen vlucht naar buiten, maar in die paniek vallen er slachtoffers: Virginia valt tegen een muur- Gabrielle helpt haar naar buiten. Jackson zit opgesloten in het toilet- Susan probeert hem te redden. Mike stuurt haar echter naar buiten en gaat zelf proberen Jackson te bevrijden. Die heeft zichzelf ondertussen kunnen bevrijden via een raam. Mike wordt bevangen door de rook en valt flauw. Als Dave dan hoort dat Mike nog binnen is, stapt hij het gebouw binnen en redt hij Mike. Dat deed Dave niet zomaar: eenmaal Mike op een brancard ligt, fluistert hij hem toe dat hij nog wat moet blijven leven, want hij is nog niet klaar met hem. |                                                 |                           |                 |                               |  |
| 5-09 (96) | Me and My Town                                  | Lori Kirkland Baker       | David Warren    | 30 november 2008              |  |
| Na de brand worden de gewonden afgevoerd naar het ziekenhuis voor verzorging, zo ook Carlos. Hij wordt onder de scanner gelegd en tijdens die scan komt iets merkwaardigs aan het licht: een klein beentje drukt op zijn oogzenuw en zou weleens de oorzaak kunnen zijn van zijn blindheid. Via een simpele operatie kan dat beentje eruit gehaald worden en zo Carlos' zicht weer teruggeven. Hij en Gabrielle zijn heel blij, alleen wil Gabrielle nu dringend iets aan haar looks doen omdat ze er wil uitzien zoals vroeger. Ze begint als een gek te sporten en te diëten om haar figuur terug te krijgen, maar Carlos vertelt haar dan dat hij haar gewoon graag ziet en haar nooit zal verlaten, wat er ook gebeurt en hoe ze er ook uitziet. Bree gaat Orson ophalen in het ziekenhuis en hoort hem luid snurken als ze de kamer binnenkomt: hij heeft zijn neus gebroken. Daardoor krijgt Bree niet genoeg slaap, wat haar tot een wrak maakt overdag. Bree wil dat hij een kleine operatie ondergaat om dat te verhelpen, maar Orson wil niet: hij heeft schrik om niet meer uit de narcose te ontwaken. Bree gooit hem dan uit de slaapkamer, maar Orson geeft niet zo snel op: hij voert haar een kopje thee met een slaapmiddel in, waardoor Bree als een blok in slaap valt. En dat heeft gevolgen de volgende ochtend wanneer Bree een kookdemonstratie moet geven aan een groep kinderen: ze maakt een verwarde indruk en deelt enkele van haar geheimen met hen. Orson moet dan bekennen wat hij gedaan heeft en Bree verplicht hem nu de operatie te laten ondergaan. Orsons dokter blijkt ondertussen een relatie te hebben met Andrew. Lynette en Tom worden ondervraagd door de politie over de brand in de club. Die willen weten of het waar is dat Porter Warren bedreigd heeft in de club. Lynette liegt dan tegen de agenten: ze ontkent dat Porter dat gezegd zou hebben. Tom vraagt dan waarom ze liegt tegen de agenten, en Lynette vertelt dan dat ze er alles aan wil doen om Porter te beschermen. Ze bezoekt ook Anne in het ziekenhuis, en eist dat Anne die avond Fairview verlaat. Ze stopt Anne een smak geld toe en wil dat ze nooit meer terugkeert en Porter met rust laat. Aan Porter vraagt Lynette dan of hij de brand heeft aangestoken en eerlijk te zijn in zijn antwoord. Hij ontkent iets met de brand te maken te hebben, maar Lynette liegt nu zelf tegen haar zoon als hij vraagt of ze weet waarom Anne haar telefoon niet meer oppakt. Katherine bezoekt Mike in het ziekenhuis en heeft koekjes voor hem gebakken. Hij wil een kus van haar, maar Katherine niet: ze heeft immers Susan nog niet verteld dat ze een relatie heeft met Mike en wil niet betrapt worden door haar. Niet veel na Katherines bezoek komt ook Susan langs bij Mike. Hij verraadt dan dat hij een relatie heeft met een van haar vriendinnen. Susan trekt op onderzoek uit en verdenkt al snel een vriendin die al lang achter hem aanzat, maar komt al snel te weten dat Katherine een relatie heeft met Mike en dat Bree dat al een maand weet. Susan gaat naar Bree en vraagt waarom Bree niets gezegd heeft. Bree is door haar slaaptekort nogal kortaf en zegt dan dat Susan niet moet jammeren: ze is van Mike gescheiden om de verkeerde redenen en is nog altijd verliefd op hem. Ze moet een keuze maken: ofwel Mike laten gaan, ofwel hem vertellen hoe ze zich werkelijk voelt. Dave krijgt van iedereen felicitaties omdat hij Mike heeft gered, en wordt door de hele buurt geëerd als een 'held'. Maar zo voelt hij zich helemaal niet; hij heeft immers de brand aangestoken en voelt zich nog slechter als hij hoort dat de brand al 7 levens heeft geëist. Maar wanneer Edie hem dan het gerucht vertelt dat Porter de brand zou hebben aangestoken, gaat hij naar de politie en dikt dat verhaal nog wat aan door te vertellen dat hij Porter gezien heeft in de achterkamer op de avond van de brand. |                                                 |                           |                 |                               |  |
| 5-10 (97) | A Vision's Just a Vision                        | David Flebotte            | Larry Shaw      | 7 december 2008               |  |
| Wanneer het hele gezin aan tafel zit voor het ontbijt, belt de politie aan bij Tom en Lynette. Die arresteren Porter voor de brand in Warrens club. Tom en Lynette gaan met Bob (hun advocaat) naar de gevangenis en vragen aan Porter of hij misschien een alibi heeft voor de avond van de brand. Porter bekent dan dat hij na het gevecht met Warren ingebroken heeft bij Edie en haar geweer heeft gestolen, maar niemand heeft hem gezien. De rechter bepaalt dan dat de borgsom voor zijn vrijlating wordt gesteld op 20.000 dollar. Tom denkt dat er nog genoeg op de rekening staat, maar Lynette heeft dat geld aan Anne gegeven en dat weet Tom niet. Ze moet dan een extra lening vragen aan de bank om Porter vrij te krijgen. Maar eenmaal vrij krijgt Porter geen rust: Warren Schilling zoekt hem op en bedreigt hem. Porter vlucht dan en vraagt aan zijn broer Preston om zijn plaats in te nemen. Mike en Katherine willen MJ meenemen naar de zoo, maar dat uitje loopt niet zo vlot: MJ gooit zijn warme chocolademelk over Katherine uit. Susan vindt dat grappig als ze dit hoort, maar Mike niet. Edie vertelt dan aan Susan dat zijzelf de oorzaak is van MJ's gedrag: zij kleineert Katherine verbaal en dat heeft MJ gezien en gehoord. Als ze wil dat MJ Katherine aanvaardt, zal ze haar eigen gedrag moeten veranderen. Maar wanneer ze dan met zijn allen gaan bowlen, denkt MJ dat zijn moeder en vader terug samenkomen en laat een bowlingbal vallen op Katherines tenen. Carlos' operatie is geslaagd: stilaan krijgt hij zijn zicht terug. Hij is dolblij dat hij eindelijk zijn kinderen kan zien, maar moet ook vaststellen dat Gabrielle veel van haar schoenen, kledij en luxe heeft moeten opgeven in de loop der jaren. Hij verkoopt dan een oude baseball om zo voor haar een nieuw jurkje te kunnen kopen en haar te bedanken voor alles wat ze de afgelopen jaren heeft gedaan voor hem en zijn gezin en belooft haar dat het nu haar beurt is. Orson is geopereerd aan zijn neus, en snurkt nu niet meer. Samen met Bree gaat hij voor een laatste controle naar de dokter. Bij het verlaten van zijn kantoor ziet Bree een foto op zijn bureau staan: blijkbaar hebben dokter Alex en Andrew al een tijdje een relatie. Ze is boos op Andrew, maar die vraagt zich af waarom: Bree heeft in de afgelopen jaren nooit interesse getoond in zijn liefdesleven. Daar wil ze nu verandering in brengen en ze nodigt de twee uit voor een etentje. Ze nodigt ook Lee en Bob uit, en die blijken Alex te kennen. Bree ziet de twee tegen elkaar fezelen en wil weten wat er aan de hand is: blijkbaar heeft Alex ooit meegedaan in een pornofilm. Ze gaat dan op zoek naar de film en legt hem voor aan Andrew. Die weet al dat Alex heeft meegespeeld in een pornofilm, en wil weten waarom zijn moeder op zoek is gegaan naar de film. Bree vertelt dan dat ze haar zoon wil beschermen nu hij gaat trouwen met Alex, en misschien heeft Alex dat wel voor hem verborgen gehouden. Andrew vindt dat het liefste wat zijn moeder ooit heeft gedaan voor hem en is blij dat zijn moeder hem eindelijk aanvaardt zoals hij is. Dave krijgt waanideeën: hij ziet zijn ex-vrouw Lila Dash en zijn dochtertje Paige rondlopen op Wisteria Lane. Wanneer Lynette met een excuus het gestolen wapen van Porter komt terugbrengen, ziet zij Dave tegen zichzelf praten en hoort zij hem zeggen dat hij 'hen' morgen zal bezoeken. De dag erna bezoekt Dave dan het graf van zijn vrouw en dochter. Hij belooft snel bij hen te zijn, maar eerst moet hij wraak nemen op Mike Delfino, de man die volgens hem verantwoordelijk is voor het ongeluk. Hij wil hetzelfde terugdoen: alles wat hij verloren heeft, moet Mike ook verliezen. |                                                 |                           |                 |                               |  |
| 5-11 (98) | Home is the Place                               | Jamie Gorenberg           | David Grossman  | 4 januari 2009                |  |
| Bree maakt kennis met Melina (Joanna Cassidy), Andrews toekomstige schoonmoeder. Ze komt bij Bree logeren voor enkele dagen en laat zich al onmiddellijk opmerken: ze wil, nu de jongens gaan trouwen, al bepalen wie welke feestdag met hen zal doorbrengen. Alex en Andrew zijn ondertussen op zoek naar een huis, maar de prijzen van huizen op Wisteria Lane zijn enorm hoog. Melina stelt dan voor om bij haar in de buurt te komen wonen: de prijzen zijn er veel lager en Alex kan zijn praktijk ook meenemen. Bree kan dit niet laten gebeuren en zet Melina meteen schaakmat: Bree vertelt dat ze een huis voor de jongens heeft gekocht als huwelijkscadeau. Carlos wil niet meer als masseur werken op de countryclub en gaat op zoek naar een nieuwe baan. Gabrielle komt dan op een middag Bradley Scott (David Starzyk) tegen, een oud-collega van Carlos. Die vertelt haar dat Carlos altijd voor hem mag komen werken. Gabrielle verkondigt dit met veel enthousiasme aan Carlos, maar hij is minder enthousiast: hij zou liever met de blinden willen werken. Gabrielle nodigt dan Bradley en zijn vrouw uit voor een etentje, in de hoop dat Carlos de job alsnog aanneemt. Maar Carlos wil niet, en Gabrielle moet dan duidelijk maken aan Carlos dat het tijd is dat hij zijn verantwoordelijkheid opneemt, zoals zij dat de afgelopen vijf jaar ook heeft gedaan. En dat doet Carlos overstag gaan: hij belt naar Bradley en neemt de job toch aan. Lynette en Tom hebben nog niet aan Bob verteld dat Porter is weggelopen en dat Preston nu zijn plaats inneemt. Bob ontdekt het toch, en ziet zich verplicht dit te melden aan de politie. Lynette smeekt hem om dit niet te doen en Bob geeft hun dan 2 dagen de tijd om Porter te zoeken. Tom en Lynette zoeken de hele buurt af, maar niemand heeft iets van Porter gehoord of heeft hem gezien. Preston heeft ondertussen wel nog contact met zijn tweelingbroer, en wanneer Lynette daarachter komt, eist ze dat hij zijn broer belt en vraagt om naar huis te komen. Preston wil dit niet doen, omdat Warren Schilling ermee gedreigd heeft Porter te vermoorden. Lynette neemt dan een drastische maatregel: die avond neemt ze Preston mee naar een gure buurt in de stad en parkeert zich tegenover een bar. Ze vertelt dan dat ze er als moeder alles voor over heeft om haar kinderen te beschermen: Warren zit in de bar aan de overkant en ze zal hem overrijden als hij de bar uitkomt. Dat doet Preston tot inkeer komen en hij belt niet veel daarna naar zijn broer en geeft de telefoon aan zijn moeder. Porter begint te twijfelen, maar dan wordt de lijn onderbroken door Stella: blijkbaar logeert Porter momenteel bij zijn grootmoeder. Susan ziet door het raam Lee en Bob ruziemaken: Bob moet die avond weg, en Lee is boos omdat hij nooit thuis is. Lee heeft gezien dat Susan hen stond te bespieden. Zij stelt dan voor (Jackson is ook niet thuis) om die avond te gaan stappen. Lee neemt haar dan mee naar een homobar en samen maken ze er een heel gezellige avond van. De volgende ochtend wordt Susan echter halfnaakt wakker en ligt Lee naast haar in bed. Ze denkt dat ze samen geslapen hebben, maar durft het niet aan Lee te vragen. Ze moet toch al haar moed bijeenrapen en vraagt het hem toch. Lee ontkent en moet lachen met het hele incident: misschien is Susan gewoon een excuus aan het zoeken om niet te moeten ingaan op het voorstel van Jackson, die wil namelijk met haar gaan samenwonen. Nu dokter Heller dood is, krijgt Dave ook geen medicatie meer en daardoor begint Dave stilaan door te draaien: hij houdt Edie op een afstand en reageert nogal kortaf en agressief. Roberta en Karen McCluskey zijn ondertussen op zoek gegaan naar dokter Heller. Ze bezoeken zijn kantoor, maar zijn secretaresse wil niet lossen wanneer hij terugkomt. Ze besluiten dan te wachten tot hij opdaagt, maar ze werken hiermee zijn secretaresse op de zenuwen. Na enkele uren bekent zij dan dat ze de dokter al vijf dagen niet meer gezien heeft, en dat ze niet weet waar hij is. Roberta heeft er genoeg van en stapt het af- Karen holt haar achterna. Net op dat moment belt Dave Dash (wat zijn echte naam is, Williams is een pseudoniem) naar de praktijk om een nieuw voorschrift te krijgen. Het voorschrift zal hem opgestuurd worden. Die avond wordt Edie dan alleen wakker in bed, en ze vindt Dave beneden aan de keukentafel: hij zit tegen zichzelf wat te prevelen. Edie eist een uitleg: tegen wie was hij aan het babbelen? Dave bekent dan dat hij, voor hij met Edie getrouwd is, al eens getrouwd was en zijn vrouw overleden is. Edie wist dit niet en is zo gechoqueerd dat ze hem buiten gooit… |                                                 |                           |                 |                               |  |
| 5-12 (99) | Connect! Connect!                               | Jordon Nardino            | Ken Whittingham | 11 januari 2009               |  |
| Terwijl Edie uithuilt bij de vriendinnen omdat Dave tegen haar gelogen heeft, vertelt Susan dat ze gaat verhuizen en bij Jackson gaat wonen. Bree, Lynette en Gabrielle zijn heel blij voor haar, maar Edie voelt zich buitengesloten. De postbode heeft dan de post van Edie bij Susan afgeleverd, en zij gaat Edie zoeken. Die is net de kelder van het huis dat Andrew en Alex hebben gekocht aan het opruimen. Edie heeft de sleutel van de kelder echter boven laten liggen en daardoor zitten de twee nu opgesloten in de kelder. Dit geeft hen hopen tijd met elkaar, en Edie stelt voor om Susans liefdesgeschiedenis even op te schrijven: volgens haar kan Susan niet alleen zijn. En Edie heeft gelijk, Susan is nooit echt alleen geweest. Volgens Edie is dat een teken van zwakheid en dat doet Susan even tot een inzicht komen. Maar ook Edie krijgt de volle laag: volgens Susan gebruikt ze mannen als tissues en heeft ze met al minstens 1000 mannen geslapen. Edie is daar best trots op en vindt alle mannen uitschot. Ze illustreert dit met een verhaal over haar vader en haar jeugd, en Susan concludeert hieruit dat het probleem dus in Edies jeugd ligt. Edie geeft Susan dan een klap in het gezicht: Susan is geen psychologe. Uiteindelijk worden ze door een klusjesman bevrijd: Susan belt dan naar Jackson en maakt het uit: zo is ze voor de eerste keer echt alleen. Edie gaat ondertussen Dave zoeken en vertelt hem dat ze het graag nog eens wil proberen, maar dat ze geen leugens meer wil. Lynette is nog steeds op zoek naar haar zoon. Een buurman komt haar dan vertellen dat Porter zich schuilhoudt in het rusthuis van zijn grootmoeder, de zus van de buurman heeft namelijk last van het lawaai dat hij er maakt. Lynette spurt de deur uit en rijdt naar het rustoord. Daar heeft Stella er al voor gezorgd dat Porter weg is en zegt tegen Lynette dat ze niet zal vertellen waar hij zit: ze is nog altijd boos dat ze haar gedumpt heeft in dat rustoord en wil nu wraak nemen. Op weg naar huis bedenkt Lynette dan een plan: ze ziet een ongeval gebeuren en ze laat Tom naar Stella bellen met de melding dat Lynette in het ziekenhuis ligt. De val werkt: niet veel later staan Porter en Stella in het ziekenhuis en kunnen Tom en Lynette Porter overtuigen om terug naar huis te keren. Stella is kwaad, maar Lynette trekt zich dat niet aan. Porter wordt vrijgesproken door de rechter wegens gebrek aan bewijs en Lynette gaat dan Stella bezoeken. Lynette heeft geen spijt dat ze haar moeder in het rustoord heeft gestoken: nadat Glenn overleden is, is Stella weer beginnen drinken en was er niets meer met haar aan te vangen. En als ze wil, kan Lynette ook wat meer op bezoek komen, maar dan mag ze niet meer zo verbitterd zijn. En dat wil Stella wel. Gabrielle en de kinderen nemen afscheid van Carlos: hij moet op zakenreis en de kinderen zien hem niet graag gaan. Als hij eenmaal weg is, moeten de kinderen luisteren naar Gabrielle, en dat lukt niet echt: ze willen niet in bad en willen ook hun kleren en speelgoed niet opruimen. Gabrielle vraagt dan waarom ze niet luisteren naar haar en wel naar hun vader: Juanita zegt dat ze meer van hun vader houden. Dat doet Gabrielle even pijn, en ze huilt uit op de trappen voor hun huis. Een werkman (die net aan haar dak aan het werken is) ziet haar zitten en geeft haar wat goede raad: ze moet streng zijn met de kinderen. Dat doet bij Gabrielle een lichtje branden: ze vraagt de man om haar kinderen even wat angst aan te jagen en te zorgen dat ze hun speelgoed opruimen. Carlos komt dan thuis en hoort dan van de kinderen wat Gabrielle gedaan heeft. Hij is boos en vraagt haar waarom Gaby dit gedaan heeft: het is haar taak om de kinderen op te voeden, en hij wil niet de boeman spelen in de weinige tijd die hij met ze kan doorbrengen. Alex en Andrew zijn op bezoek bij Bree. Orson komt apetrots vertellen dat hij een nieuwe barbecueset heeft gekocht. Bree reageert hier nogal kleinerend op en dat maakt Alex een beetje boos: zijn moeder heeft dit ook gedaan bij zijn vader en daarom zijn ze gescheiden. Hij zou ook willen dat Bree dit niet meer doet in zijn bijzijn. Bree is een beetje van de kaart, en maakt haar ongenoegen hierover duidelijk tegen Alex: ze heeft hen net een huis gekocht en een beetje 'politesse' kan dan geen kwaad. Alex is boos en wil het huis niet meer en stapt het af. Ze probeert er met Andrew over te praten, maar die vindt dat zij dat maar moet regelen met Alex. Ze nodigt hem dan uit en biedt haar excuses aan. Die wil er niet van weten en wil het afstappen. Maar Bree houdt hem tegen en vertelt hem dan dat ze zijn kritiek wel kon appreciëren en ze zou het leuk vinden mocht hij dat blijven doen: ze is namelijk veranderd sinds haar zaak is begonnen en iemand die haar af en toe terug met de voeten op aarde zou brengen kan ze wel gebruiken. Dave trekt, nadat hij door Edie is buitengegooid, in bij Mike: die biedt hem een slaapplek aan, Dave heeft immers zijn leven gered. Katherine komt vertellen dat Dylan haar heeft gevraagd om naar Maryland te verhuizen en ze wil weten wat Mike daarvan denkt. Dave hoort het gesprek en probeert hierover met Mike te spreken op de barbecue van Bree. Mike vertelt hem dat hij haar niet wil verliezen en dat hij echt van haar is beginnen houden. Dave ziet zijn kans en vraagt of Mike daar wel zeker van is: is het echt Katherine die hij verkiest, of is hij nog altijd verliefd op Susan? Mike vertelt hem dat die liefde over is en zet dan een grote bos rozen voor Katherines deur, met een kaartje waarop hij vraagt om niet weg te gaan. Wanneer zij dan Mike komt bedanken voor de bloemen, kijkt Dave van achter het raam geamuseerd toe. |                                                 |                           |                 |                               |  |
| 5-13 (100) | The Best Thing That Ever Could Have Happened    | Marc Cherry & Bob Daily   | Larry Shaw      | 18 januari 2009               |  |
| Eli Scruggs (Beau Bridges) is de klusjesman van de meeste huishoudens op Wisteria Lane. Hij gaat met pensioen en is bezig aan zijn laatste klus, wanneer de arme man een hartinfarct krijgt en overlijdt. De hele buurt is in shock, want Eli was bij iedereen geliefd. Gabrielle, Bree, Lynette en Susan bereiden zijn begrafenis voor en elk van hen heeft mooie herinneringen aan de man. Zo zien we Gabrielle enkele jaren geleden, toen ze net naar Wisteria Lane was verhuisd. Ze zag een leven in een buitenwijk niet echt zitten: wat zou ze de hele dag doen? Eli was net iets aan het herstellen bij Gabrielle en vangt een gesprek hierover op tussen Gabrielle en Carlos. Eli vertelt haar dat hij de dames van de buurt goed kent en dat ze best wel meevallen. Ze spelen iedere week een spelletje poker en hij kan het misschien wel zo regelen dat ze hun spelletje die week bij haar komen spelen. Gabrielle vindt dat een goed idee en niet veel later komen Bree, Lynette en Mary Alice bij Gaby op de koffie. Gabrielle gedraagt zich heel snobistisch tegenover de dames en doet heel uit de hoogte. De dames zijn daar niet mee opgezet. Eli vertelt dan aan Gabrielle dat ze zich beter kan aanpassen en uit haar ivoren toren moet komen. Dat doet Gabrielle tot inkeer komen en ze gaat haar excuses aanbieden aan de andere dames, die haar verontschuldigingen accepteren. Eli heeft er dus voor gezorgd dat Gabrielle een van de vriendinnen werd en ze beseft dat ze veel aan hem te danken heeft. Eli heeft ook voor Bree een speciale betekenis. Lang geleden, toen ze nog getrouwd was met Rex, kreeg Bree van Rex het verwijt dat ze veel te veel geld uitgaf. Ze wilde namelijk een nieuw fornuis laten installeren, maar Rex wilde dat niet betalen. Misschien moest ze zelf maar eens een baan gaan zoeken? Ze bedacht toen dat ze misschien haar recepten kon bundelen tot een kookboek. Rex vond dit maar een dom idee en wilde niet dat Bree ging werken. Hij gooide haar papierbundel in de vuilnisbak en dat zag Eli (die net haar vaatbak aan het repareren was) gebeuren. Jaren later, toen Rex net overleden was, komt Eli zijn medeleven aan haar betuigen. Hij vroeg haar of ze wist wat ze ging doen met haar leven. Bree kon hem daar geen antwoord op geven. Hij haalde dan haar receptenbundel uit zijn werktas: hij heeft die indertijd uit de vuilnisbak genomen en bijgehouden, misschien kon Bree daar ooit nog iets mee doen. Eli heeft haar dus terug op het idee gebracht om een kookboek uit te geven. Met Edie had Eli een speciale band. Ze was getrouwd met Umberto en Eli hoort haar (vanuit de badkamer) ruziemaken met hem: Edie wil seks, maar Umberto niet. Een tijdje later vindt Eli Edie halfnaakt en dronken op haar bed. Umberto is het namelijk afgestapt: hij is homo 'geworden'. Eli probeert haar te troosten en zegt enkele lieve dingen tegen haar: ze is een mooie vrouw, ze moet niet wanhopen want er zijn nog vele andere vissen in de zee. Edie gooit dan Eli op bed en ze hebben seks. Bij Lynette had Eli vooral een invloed op haar carrière. Zo ontdekte ze dat ze voor een derde keer zwanger was en eigenlijk kwam dat heel slecht uit: nu de kinderen naar de kleuterschool gingen, wilde ze weer gaan werken. Maar nu was ze zwanger en werden die plannen danig in de war gestuurd. Dat zou haar echter niet tegenhouden; ze was vastberaden weer te gaan werken. Negen maanden later vindt Tom haar aan de telefoon: ze wordt geïnterviewd voor een baan via de telefoon, maar haar water was al gebroken en ze stond op het punt om te bevallen. En zelfs na de bevalling houdt Lynette niet op: ze keert terug van de winkel en is druk aan het babbelen aan de telefoon. Zo vergeet ze Penny in de auto, en dat heeft Eli gezien. Hij bevrijdt haar en brengt ze veilig terug naar Lynette. Die is in shock: hoe kon ze haar eigen baby vergeten in de auto? Dit voorval heeft Lynettes leven drastisch veranderd: vanaf die dag was ze enkel nog huisvrouw. Voor Susan was Eli er altijd wanneer ze problemen had met haar mannen: zo kreeg hij ruzie met haar toen ze Karl betrapt had op overspel. Toen Mike weg was, was hij een echte steun. En ook nu ze weg is van Jackson is Eli er voor haar. Ze wil zijn laatste werkdag vieren en gaat naar de winkel om een fles wijn te halen. Hij zal ondertussen haar dak repareren. Maar op het dak krijgt Eli zijn hartinfarct. Maar ook iemand van Wisteria Lane heeft een invloed gehad op Eli: Mary Alice. Zij was het die hem een baan aanbood. Ze had gezien dat de man er maar sjofel bij liep, en ze vroeg hem om haar vaas te repareren. Ze heeft hem ook voorgesteld aan de andere dames van de straat. Ook op de dag van haar zelfmoord was Eli in de buurt. Hij zag dat er iets scheelde met Mary Alice en vroeg haar hier ook naar. Hij is toen vertrokken en niet veel na zijn vertrek schoot ze zichzelf door het hoofd. Dat heeft op Eli indruk gemaakt: hij heeft op die dag gezworen dat hij altijd iedereen zal helpen die hem nodig heeft. |                                                 |                           |                 |                               |  |
| 5-14 (101) | Mama Spent Money When She Had None              | Jason Ganzel              | David Warren    | 8 februari 2009               |  |
| Susan wil MJ inschrijven in een chique school, en ze is dan ook dolblij wanneer hij toegelaten wordt. Maar het inschrijvingsgeld voor de school is gigantisch en ze zoekt hulp bij Mike. Hij wil ook dat MJ een goede scholing krijgt, maar dit kan hij zich niet permitteren. Wat later komt Susan via Lee te weten dat Mike een nieuwe parelketting heeft gekocht voor Katherine. Susan kan dit niet verkroppen: waarom geeft Mike wel geld uit aan Katherine en niet aan zijn zoon? Ze wil de ketting stelen, maar wordt betrapt door Katherine. Susan vertelt haar waarom ze dit wilde doen en samen met Katherine wacht ze op Mike. Die vertelt dan dat die ketting namaak is, en dat hij zijn zoon alles zou gunnen en er hard voor werkt: als ze de school niet kunnen betalen, zal dat niet aan hem gelegen hebben. Dat zet Susan tot nadenken en ze besluit zich als lerares aan te bieden op MJ's school om zo de kosten te kunnen drukken. Bree viert het succes van haar boek en koopt een nieuwe auto. De vriendinnen komen met veel bewondering kijken, behalve Lynette: ze heeft financiële problemen en ze is verplicht om Toms cabriolet te verkopen. Bree biedt haar hulp aan: ze wil Tom en Lynette 20000 dollar lenen. Lynette wil het geld niet aannemen omdat het hun vriendschap op het spel kan zetten. Maar Lynette heeft het geld hard nodig en ze geeft Bree, in ruil voor het geld, 15% van de aandelen in de pizzeria. Om haar te bedanken organiseert Lynette een feestje voor Bree in de pizzeria. Lynette komt dan op het idee om een recept van Bree te gebruiken op die avond, maar Bree is gechoqueerd dat Lynette geen verse ingrediënten gebruikt in haar bereiding. Wanneer Lynette dan even niet kijkt, gooit ze de pizza's weg. Lynette is boos en vertelt aan Bree dat dit hetgeen was waarvoor ze vreesde: haar geld tast hun vriendschap aan. Gabrielle wil dringend nog wat gewicht verliezen en vraagt aan Edie of ze mee mag doen aan haar extreme fitnessprogramma. Edie weigert eerst (volgens haar kan Gabrielle dat nooit volhouden) maar geeft toch toe. De fitnesstrainer komt dan langs bij Gabrielle en laat haar een contract tekenen, maar waarschuwt haar tegelijk: zijn fitnessprogramma is niet voor watjes. En hij krijgt gelijk: al na de eerste training wil Gabrielle het opgeven. Dat is buiten de groep gerekend, ze verplaatsen hun trainingen naar Gabrielles voortuin. Ze willen haar dwingen om opnieuw deel te nemen, maar ze weigert. Daarop moet Edie proberen Gabrielle van mening te doen veranderen: ze vertelt dat, met haar gewicht, ook de oude, bitchy Gabrielle terugkomt en dat dat niet echt positief te noemen is. Dat doet Gabrielle tot inkeer komen en ze besluit het programma verder te volgen. Lee hoort van Bob dat Dave aan de politie verklaard heeft dat Porter de brand in de club heeft aangestoken. Hij moet beloven om niets te vertellen aan Tom en Lynette, maar daar heeft hij het moeilijk mee, zeker wanneer Dave zich blijft opwerpen als Toms beste vriend. Lee kan het niet aanzien en licht Tom toch in. Die is razend en verkoopt vervolgens Dave een klap in het gezicht. Hun vriendschap is onmiddellijk afgelopen en Tom begint zich vragen te stellen naar de motieven van Dave en wie hij eigenlijk is. |                                                 |                           |                 |                               |  |
| 5-15 (102) | In a World Where the Kings Are Employers        | Lori Kirkland Baker       | David Grossman  | 15 februari 2009              |  |
| Susan begint te werken als assistente voor de lerares plastische opvoeding op MJ's school. Op hun eerste dag is MJ echter ziek, en moet ze MJ achterlaten bij Mike. Hij moet ook werken die dag, dus zal Katherine op hem passen. Susan gaat hem dan afhalen bij Katherine en is niet te vinden voor deze oplossing: Mike ging voor MJ zorgen, niet Katherine. Ze staat erop dat Mike zijn beloften nakomt. Hij belooft dit, maar een paar dagen later is het weer Katherine die MJ van school gaat oppikken. Katherine zegt dat ze ook maar probeerde te helpen, maar Susan blijft boos. Een paar dagen later, als Susan een douche neemt, gaat MJ bij Katherine aanbellen voor een broodje. Susan ontdekt dat MJ verdwenen is en vindt hem terug aan de tafel van Katherine. Zij vertelt dan aan Susan dat ze dit toch zal moeten leren aanvaarden, want zij en Mike gaan samenwonen. De pizzeria van Tom en Lynette doet het steeds slechter en Lynette vindt dat ze de zaak beter verkopen. Tom ziet dat niet zitten en zoekt een oplossing: hij probeert mensen te lokken door zijn personeel in te zetten als 'lokklanten'. Die truc werkt echter niet, dus gooit Tom het over een andere boeg: hij ontslaat al zijn personeel en wil dat zijn kinderen meehelpen in de zaak. Dat lukt aardig, tot de tweeling hun klasgenoten weigeren te bedienen: het zou hun reputatie alleen maar schaden. Tom gaat door het lint wanneer hij dit hoort, zo erg zelfs, dat hij Preston tegen de muur gooit en Lynette moet tussenbeide komen. Dat doet bij Tom ook inzien dat het zo niet verder kan en dat ze niets anders meer kunnen doen dan de zaak verkopen. Carlos en Gabrielle worden uitgenodigd door zijn baas Brad en diens vrouw Maria voor een etentje. Daar krijgen ze te horen dat Carlos' bonus niet doorgaat wegens de heersende kredietcrisis. Gabrielle is teleurgesteld en ze kan nu een mooie, nieuwe armband niet aanschaffen. Maar in de juwelierszaak ziet ze door het raam Brad met een andere vrouw. Ze keert terug naar huis en wil Carlos vertellen wat ze gezien heeft, alleen is Brad haar voor en is hij aan Carlos gaan vertellen dat hij de bonus wel krijgt. Gabrielle heeft onmiddellijk door wat er aan de hand is en speelt het spelletje mee: zo kan ze de bonus met de helft omhoogtrekken. Carlos hoort Gabrielle dan in de keuken praten met Maria, en wil weten wat er gaande is. Gabrielle vertelt aan haar man dat ze Brad heeft gezien met een andere vrouw. Carlos wil het geld teruggeven, maar Gabrielle vindt niet dat ze zich niet mogen mengen in het huwelijk van Brad en Maria. Maar dan komen Brad en Maria vertellen dat Maria zwanger is en dat ze Carlos en Gabrielle als peetouders zouden willen van hun kind. Orson krijgt op een etentje bij Alex en Andrew te horen dat Bree Andrew een serieuze opslag heeft gegeven. Hij wil te weten komen hoeveel die opslag dan wel bedraagt, maar kan niet aan de bankgegevens zonder haar wachtwoord. Dat kan hij op een listige manier toch bemachtigen en moet dan vaststellen dat Andrew het dubbele van zijn salaris verdient. Dat maakt hem kwaad en hij vraagt aan Bree waarom hij meer krijgt. Volgens haar heeft Andrew een grotere inbreng dan Orson en wordt hij daar ook passend voor verloond. Orson kan dit moeilijk verkroppen en steelt daarop Andrews dure pen. Edie wil eropuit trekken, en vraagt aan Dave of ze naar een luxueus hotel kunnen gaan en zich er eens goed kunnen laten verwennen. Dave heeft daar geen zin in, maar wanneer Dr. Hellers telefoon begint te trillen (die ligt verborgen in Edies inbouwkast) en Edie dit hoort, leidt hij haar aandacht af door te zeggen dat ze het weekendje toch mag boeken. Ondertussen gaat Dave ook naar Mike, en vraagt of hij geen zin heeft om te gaan kamperen dit weekend. Die zegt snel ja, en hij zal er ook voor zorgen dat Katherine meegaat. Dave keert tevreden terug naar Edie, en zegt tegen haar dat Mike hem eraan heeft herinnerd dat ze dat weekend gingen kamperen. Edie wil niet mee (wat voor Dave helemaal geen probleem is) en Dave vraagt ook om er niets over te zeggen tegen Katherine. Zo kan Dave zijn plan uitvoeren en enkel met Katherine en Mike op weekend vertrekken. |                                                 |                           |                 |                               |  |
| 5-16 (103) | Crime Doesn't Pay                               | Jamie Gorenberg           | Larry Shaw      | 8 maart 2009                  |  |
| Tom sluit zijn pizzeria en houdt een totale uitverkoop. Hij heeft het heel moeilijk om zijn droom in duigen te zien vallen en wordt een beetje neerslachtig: hij heeft nergens nog zin in. Alles raakt verkocht en hij kan al zijn schuldeisers (en Bree, waar Lynette ook haar ruzie mee bijlegt) terugbetalen. Lynette probeert hem op te beuren en hem klaar te stomen om een nieuwe baan te gaan zoeken. Bree regelt dan voor Tom een dinertje met haar uitgever: de man is op zoek naar iemand om de pr te doen voor zijn zaak. Tom heeft echter geen zin in het gesprek, hoe hard Lynette hem ook aanport. Aan de job zijn ook nog enkele leuke extralegale voordelen verbonden, en die doen Lynette ineens interesse krijgen in de job. Daarop barst een tweestrijd los tussen Tom en Lynette: subtiele beledigingen en verwijten worden over en weer geslingerd en de avond draait uit op een fiasco. Maar het doet hen wel inzien dat ze allebei opnieuw willen gaan werken. Orson blijft ondertussen stelen: eerst steelt hij een zoutvat uit de pizzeria van Tom, daarna steelt hij de dictafoon van Brees uitgever. Bree ziet dit gebeuren en eist dat Orson daar onmiddellijk mee stopt. Gabrielle wordt door Brad (Carlos' baas) gebruikt voor zijn affaire met Brandy: ze moet met zijn vrouw Maria gaan tennissen op het moment dat hij met zijn stoeipoes wil gaan spelen. Ze speelt het spelletje even mee (in ruil voor wat extra vakantie voor Carlos) maar ze wordt Brads leugens al snel moe. Ze vindt dat het nu maar eens gedaan moet zijn en gaat Brandy een bezoekje brengen in het kapsalon waar ze werkt. Ze wil dat Brandy stopt met haar affaire met Brad. Brad is boos dat Gabrielle haar bezocht heeft. Gabrielle is nog bozer op Brad: ze wil niet meer gebruikt worden als pion voor zijn seksspelletjes en vindt dat hij de waarheid moet opbiechten aan zijn zwangere vrouw. Dat doet Brad ook, maar in de ruzie die daarop volgt, steekt Maria Brad met een mes dood. Mike en Katherine gaan samenwonen en geven hiervoor een feestje. Tot verbazing van de andere vriendinnen helpt Susan mee met de voorbereidingen hiervan. Tijdens de verhuis blijkt dat Katherine een schilderij van Susan heeft opgehangen boven haar open haard. Als Katherine dit hoort, vervangt ze dit snel door een foto van haar en Mike. Wanneer Susan dan op het feestje vraagt waar het schilderij is, liegt Katherine dat het gevallen is. Susan gaat dan op zoektocht en vindt het schilderij in haar garage. Ze laat dit aan Mike zien en die is woest. Hij verplicht Katherine om haar excuses aan te bieden aan Susan, maar van harte is dat niet: Katherine wist dat Mike met een verleden kwam, maar wil niet dat alles in haar huis ook aan dat verleden doet herinneren. Susan begrijpt haar en gaat dan haar schilderij (op een nogal ongewone manier) terughalen. Edie en Dave gaan sterkedrank kopen voor het feestje van Mike en Katherine. In de winkel komen ze een oude bekende van Dave tegen: de priester van zijn oude parochie. De man spreekt Dave aan en vraagt hoe het nu met hem gaat. Dave stuurt Edie even weg en vertelt hem dat hij nu een nieuw leven heeft en met rust gelaten wil worden. Edie ziet dit allemaal gebeuren en besluit een paar dagen later de priester op te zoeken. Ze vraagt aan hem wat hij weet over Daves verleden, maar de man wil geen moeilijkheden en wenst liever niets te zeggen. Bij het afscheid noemt hij haar dan 'Mevrouw Dash'. Met die naam gaat Edie nu via het internet op zoek naar meer informatie over het verleden van haar man. |                                                 |                           |                 |                               |  |
| 5-17 (104) | The Story of Lucy and Jessie                    | Jordon Nardino            | Bethany Rooney  | 15 maart 2009                 |  |
| Susan hoort dat ze geëvalueerd zal worden door haar collega Jessie (Swoosie Kurtz). Ze wil een goede indruk maken en nodigt Jessie uit bij haar thuis voor een etentje. Dat loopt net iets te vlot, want op het einde van de avond krijgt Susan een lange kus van Jessie op haar mond. Susan moet dan duidelijk maken dat het etentje enkel bedoeld was om een goede evaluatie te krijgen en ze niets meer wil. Uiteindelijk beslissen ze om goede vriendinnen te worden. Carlos en Gabrielle gaan naar de begrafenis van Bradley. Carlos wordt er aangesproken door Owen Johnston, de CEO van het bedrijf, met de vraag of hij Bradley wil vervangen. Carlos ziet dit onmiddellijk zitten en huurt Lucie (Lesley Boone) in om zijn functie over te nemen. Als blijkt dat Lucie een ex is van Carlos, wordt Gabrielle jaloers. Zij probeert nu Carlos te overtuigen om Lynette aan te nemen, om zo een spionnetje te hebben op het werk van haar man. Bree ontdekt dat Orson dingen blijft stelen, en ontdekt ook waar hij al die spullen verborgen houdt. Ze confronteert Orson met zijn kleptomaan gedrag en eist dat hij hierover gaat praten met een psycholoog. Ondertussen probeert Bree alle spulletjes terug binnen te smokkelen bij de buren, maar dat loopt fout wanneer ze iets van Karen McCluskey per ongeluk bij Gabrielle terugzet en Juanita daarvan de schuld krijgt. Op weg naar huis betrapt ze Orson opnieuw: hij heeft uit het huis van Lee en Bob een koffiekop gestolen. Hij moet dan naar de therapeut, aan wie hij onthult dat hij dingen steelt omdat dat het enige is waar Bree geen controle over heeft, en dat maakt hem gelukkig. Katherine wil niet meer mee op weekend. Daardoor worden Daves plannen in de war gestuurd. Hij gaat met haar praten en vertelt haar dat hij dit weekend georganiseerd heeft speciaal voor haar: Mike is zijn beste vriend en hij wil ook de vriendin van zijn beste vriend leren kennen. Dat kan Katherine overtuigen om mee te gaan. Ondertussen graaft Edie verder in het verleden van Dave: ze ontdekt op een lokale krant dat hij ook een dochtertje had en dat ze samen met haar moeder om het leven is gekomen. |                                                 |                           |                 |                               |  |
| 5-18 (105) | A Spark. To Pierce the Dark.                    | Alexandra Cunningham      | David Grossman  | 22 maart 2009                 |  |
| Susan heeft een nieuwe student: Evan, de zoon van haar ex-man Karl. Wanneer de klas een tekening moet maken over 'gelukkig zijn', blijkt Evan een tekening te hebben gemaakt van iemand die iemand anders neersteekt met een zwaard. Ze licht de schooldirectie en Karl hierover in, maar die is niet gelukkig met Susans inmenging: Karl denkt dat ze dit doet uit wraak voor vroeger. Maar ook Evans volgende tekening is in dezelfde stijl, en dan moet Karl wel opbiechten aan Susan dat hij verlaten is door zijn vrouw Marissa en dat daarom Evan al die tekeningen waarschijnlijk heeft gemaakt. Lucie zet iedereen op het werk onder druk, zo ook Carlos en Lynette: een groot contract moet worden binnengehaald en daardoor moet iedereen laat en lang doorwerken. Dat frustreert Gabrielle enorm, want ze vervallen weer in oude gewoontes: hij werkt laat en zij is ongelukkig. Ze gaat er dan met Carlos over praten, en die komt ook tot het inzicht dat het zo niet verder kan. Hij ontslaat Lucie en wil het iets rustiger aan gaan doen. Orson bekent aan Bree waarom hij dingen steelt: het is het enige waar zij geen controle over heeft. Ze zoekt dan een oplossing en beslist om haar zaak te verkopen. Maar wanneer het contract voor de verkoop getekend moet worden, bedenkt Bree zich ineens en beslist om haar zaak niet te verkopen. Katherine, Mike en Dave zijn op weekend vertrokken. Dave heeft een plannetje bedacht: hij belt eerst naar de lokale jachtopzichters met de melding dat er illegale jagers in het bos zitten. Dan zal hij veinzen ziek te zijn zodat Mike en Katherine de volgende ochtend alleen gaan wandelen in het bos. Eenmaal zij weg zijn, zal hij zijn geweer nemen en Katherine neerschieten in het bos. Alles loopt zoals gepland, maar ondertussen is Edie ook te weten gekomen wat Dave zijn ware plannen zijn. Ze stuurt hem een sms'je net op het moment dat hij Katherine wil neerschieten. Zijn schot mist en ze besluiten terug naar huis te keren. Daar wacht Edie Dave op en ze eist een verklaring. Hij legt haar uit dat Mike zijn leven verwoest heeft en daar nu wraak voor wil nemen. Edie wil dan naar Mike bellen om hem in te lichten, maar Dave probeert haar te wurgen. Hij stopt net op tijd hiermee, en Edie vlucht het huis uit. Ze stapt in haar auto en rijdt weg, maar moet uitwijken voor Orson (die net weer op rooftocht is geweest) en knalt met haar auto tegen een elektriciteitspaal. Ze stapt uit de auto, maar de kabels van de paal zijn losgekomen en elektrocuteren Edie op het moment dat zij haar wagen uitstapt. |                                                 |                           |                 |                               |  |
| 5-19 (106) | Look Into Their Eyes and You See What They Know | Matt Berry                | Larry Shaw      | 19 april 2009                 |  |
| De hele buurt heeft het ongeval horen gebeuren en ze rennen allemaal hun huis uit om te kijken wat er aan de hand is. Maar Edie is te zwaar getroffen en sterft even later. Dave vraagt dan aan de vier dames (en Karen McCluskey) om de as van Edie naar haar zoon Travers (Stephen Lunsford) te brengen: Dave heeft Travers namelijk nog nooit ontmoet. De vijf dames stappen de auto in en beginnen aan een lange tocht naar de universiteit waar hij studeert. Onderweg halen de dames elk herinneringen op aan Edie. Susan vertelt dat ze niet altijd in de clinch lag met Edie: toen ze elkaar net ontmoet hadden, zag het er zelfs naar uit dat ze goede vriendinnen gingen worden. Maar daar kwam snel verandering in toen bleek dat Edie een affaire was begonnen met een van de buurmannen. Susan vond dit niet kunnen en verbrak de beginnende vriendschap. Edie is haar toen komen waarschuwen voor haar man Karl: Edie had hem de avond ervoor met zijn secretaresse zien dineren en kwam dit aan Susan vertellen. Susan wilde haar niet geloven, maar drie weken later verliet Karl haar voor zijn secretaresse. Toen Orson in de gevangenis zat voor het overrijden van Mike, had Bree het heel moeilijk om Orson te bezoeken: ze vond het zwaar hem zo te zien. Op een van die (bijna) bezoekjes komt Bree te weten dat Edie al een tijdje Orson ging bezoeken. Ze zocht Edie op en bedankte haar voor haar bezoekjes, maar wilde ook weten waarom ze dit deed. Edie vertelt dan dat de gevangenis niet zo ver is en Edie wil weten waarom Bree eigenlijk nog nooit is langs geweest: het is niet makkelijk voor hem en een bezoek van zijn vrouw zou hem echt kunnen helpen. Edie kan Bree zo overtuigen om Orson toch te bezoeken. Edie heeft er ook voor gezorgd dat Lynette haar vechtlust terugkreeg: toen ze kanker had, werd Lynette door al haar vriendinnen in de watten gelegd. Edie kon het niet aanzien en vond het tijd dat Lynette begon te vechten tegen haar ziekte. Ze nam Lynette (net voor haar chemotherapie) mee naar een bar en doet haar daar inzien dat ze moet vechten tegen haar ziekte. Gabrielle herinnert zich een avondje uit met Edie: toen Gaby net gescheiden was van Carlos, is ze een avondje gaan stappen met Edie. Al snel werd de avond een competitie over wie de meeste mannen kon verleiden. Gabrielle wint de wedstrijd, maar dat doet Edie inzien dat ze oud is geworden en dat alles zo snel is voorbijgegaan: oud worden zat er voor haar niet in, dat wist ze al in haar kindertijd. Uiteindelijk komen de dames aan op de universiteit en brengen ze Travers op de hoogte van het overlijden van zijn moeder. Travers reageert heel cool en wil naar de les gaan: zijn moeder heeft nooit naar hem omgekeken en haar dood raakt hem niet. Daarop neemt Karen McCluskey zijn arm vast en vertelt dan haar verhaal: op een dag klopte Edie aan bij Karen, maar Karen wilde niet opendoen. Ze wurmde zich een weg naar binnen en vond Karen in de zetel met een kop koffie. Het was die dag de verjaardag van het overlijden van haar zoon en Karen wilde die dag alleen doorbrengen. Edie vertelde toen aan Karen haar verhaal over Travers: ze heeft ooit het voogdijschap over hem afgestaan, omdat ze toen wist dat ze hem niet kon geven wat hij nodig zou hebben. Edie was met andere zaken bezig en ze hield zoveel van hem, dat ze de voogdij aan zijn vader heeft gegeven. Travers besluit om de as niet te houden en geeft ze terug mee aan de dames. Karen komt dan op het idee om de as van Edie uit te strooien in hun eigen tuinen. Zo vindt Edie haar laatste rustplaats op de plaats waar ze geleefd heeft: op Wisteria Lane. (Deze aflevering werd niet 'verteld' door Mary-Alice, maar door Edie.) |                                                 |                           |                 |                               |  |
| 5-20 (107) | Rose's Turn                                     | Dave Flebotte             | David Warren    | 26 april 2009                 |  |
| Orson wordt (samen met Rose Kemper, de oude vrouw bij wie hij inbrak) afgevoerd naar het ziekenhuis. Daar overhoort hij een gesprek tussen Katherine en Rose over de inbraak, maar volgens Rose brak ‘de dood’ in bij haar. Katherine denkt dat Rose mentaal niet meer helemaal in orde is, maar Orson denkt dat zij hem zal herkennen. Aan Bree vertelt hij ondertussen dat hij gevallen is tijdens een wandeling, maar Andrew gelooft hem niet. Bree vraagt dan aan Orson om te stoppen met stelen en bedriegen, wat hij ook belooft te doen. Maar dan hoort Bree van Katherine het verhaal van Rose en de inbraak en beseft ze dat Orson bij Rose heeft ingebroken. Ze besluit om (achter zijn rug om) de echtscheiding in te zetten. Tom wil seks met Lynette, maar dat ziet zij niet zitten: ze heeft namelijk net een douche genomen in het kantoor van Carlos. Dat maakt Tom jaloers en hij wil niet dat ze dat nog doet. Wat later komt Carlos Lynette ophalen om samen naar kantoor te rijden, maar Lynette staat in de douche en valt. Wanneer er geen reactie meer komt van Lynette, gaat Carlos kijken en vindt hij haar bewusteloos in de badkuip. Maar nu heeft Carlos Lynette naakt gezien en ze vraagt hem om hierover niets tegen Tom te zeggen. Ondertussen is Gabrielle lid geworden van een groep dames die zich bezighoudt met tuinieren. Gaby dacht echter dat het meer een gezellige damesclub was, waar meer werd geroddeld en gedronken dan getuinierd, maar dat blijkt niet zo te zijn. Om de club wat meer in die richting te duwen (en het leiderschap te kunnen opeisen), vraagt ze aan Tom om ook bij de club te komen. Maar Tom hangt nogal rond Patty Rizzo, een promiscue dame uit de buurt. Gaby waarschuwt hem om bij haar weg te blijven, maar Tom legt dat advies naast zich neer. Op een etentje tussen de twee koppels komt de waarheid dan toch naar boven en moeten ze zich allemaal excuseren tegenover hun partner. Alle vrouwen maken zich zorgen over Dave: hij sluit zichzelf (sinds Edies dood) op en weigert voor iedereen de deur te openen. Ze vragen dan aan Mike om eens met hem te gaan babbelen, maar Dave stelt zich agressief op wanneer Mike zegt dat hij weet wat hij doormaakt. Hij wil dat Mike weggaat en hem met rust laat. Mike vraagt dan aan Susan om bij Dave langs te gaan. Zij brengt hem wat broodjes en probeert hem wat op te beuren. Voor hem heeft het leven echter geen zin meer, omdat alles wat voor hem belangrijk is/was nu weg is. Susan vindt dan een geweer in zijn reiskoffer en denkt dat Dave zelfmoord wil plegen. Ze neemt alle gevaarlijke voorwerpen uit zijn huis mee, maar wordt dan aangehouden door de politie voor wapenbezit. Ze brengt dan zijn broekriemen terug en excuseert zich bij Dave voor haar gedrag. Ze vertelt hem ook over het ongeval (waarbij Daves eerste vrouw en kind zijn omgekomen) en verklapt hem dat niet Mike maar zij de wagen bestuurde: ze was haar rijbewijs vergeten en Mike heeft de schuld op hem genomen. Dat doet Dave beseffen dat hij al maanden achter de verkeerde persoon aanzit en hij besluit een nieuw plan te bedenken. |                                                 |                           |                 |                               |  |
| 5-21 (108) | Bargaining                                      | David Schladweiler        | David Grossman  | 3 mei 2009                    |  |
| Tijdens het ontbijt vraagt MJ aan zijn vader of hij van plan is om met Katherine te trouwen. Mike kan hier niet op antwoorden, want daar hebben ze het nog niet over gehad. Hij vraagt hulp aan Katherine, maar die kijkt geamuseerd toe en wil ook meer weten. Mike stapt het af, en dan blijkt dat het opgezet spel was: Katherine wilde eigenlijk weten wanneer ze zouden trouwen en had MJ opgestookt die vraag te stellen. Wat later vraagt Katherine dan zelf aan Mike of ze ooit gaan trouwen, maar Mike wil (voorlopig) niet meer trouwen, wat Katherine heel verdrietig maakt. Bree gaat op zoek naar een advocaat: ze wil scheiden van Orson, maar wil haar zaak niet verliezen. De man moet haar echter teleurstellen: ze heeft haar zaak opgestart nadat ze met hem getrouwd is, en dus kan hij aanspraak maken op de helft van de aandelen. Dat zint Bree niet en ze gaat op zoek naar een andere advocaat. Susan helpt haar dan aan een nieuwe: haar ex-man Karl. Die wil Bree wel helpen, maar wil er wel iets voor terug hebben: zijn zoon Evan is niet uitgenodigd op het verjaardagsfeestje van MJ Delfino en als zij wil dat hij haar helpt, moet Bree ervoor zorgen dat Evan wel wordt uitgenodigd. Bree probeert dan (met wat koekjes) MJ te overtuigen, maar slaagt hier pas in als ze hem de waarheid vertelt. Tom en Lynette proberen hun huwelijksproblemen op te lossen met een nieuwe techniek: elke avond van de maand hebben ze seks. Maar wanneer Lynette laat moet overwerken, trekt Tom naar haar kantoor en hebben ze seks op haar bureau (terwijl ze met Carlos aan de lijn hangt). Door haar drukke agenda raakt Lynette ook nog eens oververmoeid en valt ze in slaap tijdens de seks. Tom is boos hierover, want Lynette is het enige waar hij nog gepassioneerd over is: voor het overige zijn er niet veel passies meer in zijn leven. Lynette maant hem dan aan om op zoek te gaan naar nieuwe passies. Gabrielle wordt door de schooldirectie opgebeld, wanneer blijkt dat Juanita met make-up naar school is gegaan. Ze is woedend op haar dochter en vraagt haar waarom ze dit gedaan heeft. Juanita vertelt dat ze wordt gepest op school omdat ze helemaal niet op haar moeder lijkt en dikker is dan zij. Gaby en Carlos leggen haar dan uit dat ze nog te jong is voor make-up, maar Juanita vindt het niet fair. Carlos wordt ondertussen verkozen tot ‘Latino Businessman van het jaar’ en wordt die avond geëerd door de lokale overheden. Carlos stelt dan voor dat Gabrielle die avond geen make-up draagt, als een soort van ‘wijze les’ voor hun dochter. Gabrielle ziet dat helemaal niet zitten, maar geeft (onder druk van Carlos) toch toe. Als er die avond dan een foto moet worden getrokken van het hele gezin, panikeert Gaby en gaat ze snel in de toiletten wat make-up aandoen. Hierdoor is Juanita teleurgesteld in haar moeder, maar Gabrielle biedt al snel haar excuses aan en zegt er meteen bij dat ze niet wil dat Juanita wordt zoals zij: zij is enkel van buiten mooi, Juanita moet vanbinnen mooi zijn en geen 'lege doos' zoals zijzelf. Susan brengt Karen McCluskey naar de dokter, wanneer plots Jackson de straat komt ingereden. Die avond, tijdens een dinertje, vraagt Jackson of zij met hem wil trouwen. Susan stort in en vertelt hem dat ze gek wordt van eenzaamheid en zegt 'Ja'. Maar Jackson wil niet trouwen met haar omdat hij haar nog graag ziet, hij wil trouwen omdat hij illegaal in het land verblijft en dreigt te worden uitgezet. Susan is woest en gooit hem buiten. De dag erna keert Jackson terug, biedt zijn excuses aan en kan hij haar toch overtuigen om met hem te trouwen. Dave heeft een nieuw plannetje bedacht: nu hij weet dat Susan verantwoordelijk is voor de dood van zijn vrouw en dochter, nodigt hij hen uit voor een weekendje op een boot, als bedankje voor alle hulp sinds Edie dood is. Ondertussen is de politie ook meer te weten gekomen over de brand in de club. Dokter Heller is geïdentificeerd en de politie wil weten of Dave hier meer over weet: Jackson heeft hem namelijk gezien in het achterkamertje toen hij naar het toilet ging. Wanneer de politie vertrokken is, loopt Dave snel naar Susan om hun weekendje te bevestigen en het vertrekuur af te spreken. Maar Susan wil ondertussen niet meer mee: ze gaat trouwen met Jackson. |                                                 |                           |                 |                               |  |
| 5-22 (109) | Marry Me a Little                               | Jason Ganzel              | Larry Shaw      | 10 mei 2009                   |  |
| Karl wil ervoor zorgen dat Bree haar bedrijf niet verliest en wil hiervoor heel ver gaan: zo opent hij voor haar een geheime rekening. Maar hij wil ook Brees persoonlijke bezittingen veiligstellen en stelt haar voor om bij haar in te breken. Dat ziet Bree eerst niet zitten, maar ze gaat uiteindelijk overstag: tijdens het verlovingsfeestje van Katherine en Mike roven ze alle waardevolle spullen uit haar huis. Wat later is Orson dan alleen thuis en gaat de telefoon. Dat telefoontje maakt voor hem het een en ander duidelijk over de inbraak en hij vindt al hun spullen terug in een garagebox. Tom slaagt er maar niet in om een job te vinden. Op het verlovingsfeestje van Mike en Katherine loopt hij een oude schoolkameraad tegen het lijf. De man ziet er ongelooflijk goed uit voor zijn leeftijd en hij verklapt Tom zijn geheim: plastische chirurgie. Tom wil nu ook onder het mes, maar dat ziet Lynette niet zitten. Ze probeert hem op andere gedachten te brengen, maar slaagt daar niet meteen in. Ze nodigt dan een collega uit bij wie de operatie mislukt is om hem te overhalen. Tom is boos, maar Lynette maakt hem dan duidelijk dat zij geen ingreep ziet zitten en wil samen met hem oud worden. Gabrielle vindt dat Juanita een verwend wicht aan het worden is en wil haar wat bescheidenheid bijbrengen: ze neemt haar mee naar een centrum voor daklozen. Daar komt ze Fran tegen, een oude bekende die alles kwijt is. Ze is nieuwsgierig hoe Fran alles is kwijtgespeeld en zoekt haar een tweede keer op. Fran vertelt haar dan dat ze enkele slechte beslissingen heeft genomen en haar man is overleden. Ze waarschuwt Gabrielle ook: het is niet omdat ze al eens alles is kwijtgespeeld dat dat niet nog een keer kan gebeuren. Susan & Jackson gaan aan Katherine en Mike vertellen dat ze gaan trouwen. Katherine is euforisch, maar Mike is minder enthousiast. Hij vraagt dan Katherine om met hem te trouwen (die daar maar wat graag op ingaat, terwijl ze goed weet dat hij dit enkel doet omdat Susan gaat trouwen). Susan kan wel niet vertellen dat hun huwelijk enkel voor de show is, dus besluit Jackson een verlovingsfeestje te organiseren. Dave is gechoqueerd omdat Jackson terug is, en vraagt Jackson op het feestje (nonchalant) uit over wat hij nog weet over de brand. Die vertelt dat hij over een paar dagen naar de politie moet gaan om een verklaring af te leggen. Nu ze gaat trouwen met Jackson, moet Mike ook geen alimentatie meer betalen aan Susan, en verliest ze dus een belangrijke bron van inkomen. Susan wil nu niet meer trouwen, maar Jackson kan haar overtuigen om met Mike te gaan praten en de waarheid te vertellen. Maar Mike is niet thuis, Katherine wel. Susan legt haar de situatie uit en Katherine belooft om er met Mike over te spreken. Zij is net met Dave aan het bellen en laat de lijn (per ongeluk) open en hij hoort de hele conversatie. Maar Katherine zegt niets over Susans situatie tegen Mike en stuurt heimelijk een sms naar Susan met de boodschap dat het voor hem in orde is. Op hun trouwdag wordt Jackson (dankzij Dave) echter gearresteerd omdat hij illegaal in het land verblijft. |                                                 |                           |                 |                               |  |
| 5-23 (110) | Everybody Says Don't                            | John Pardee & Joey Murphy | Bethany Rooney  | 17 mei 2009                   |  |
| Preston wil voor een half jaar naar Europa gaan, maar dat ziet Lynette niet zitten. Om hem te overtuigen wil ze dat Tom hem meeneemt naar de universiteitscampus. Dat heeft niet veel effect op Preston, maar wel op Tom: hij wil Chinees gaan studeren (om zo sterker te staan op de arbeidsmarkt). Maar ook dat ziet Lynette niet zitten, en ze probeert hem te overtuigen om het niet te doen. Tom is echter vastberaden en wil weer gaan studeren. Maar dan hoort Lynette een bericht op het antwoordapparaat dat de toelatingsproef voor de opleiding vervroegd is. Ze neemt de hele familie de avond voor de test mee op restaurant en Tom komt stomdronken terug thuis. Daardoor moet Tom nu met een houten kop de test gaan afleggen, en hij vreest dat hij er niet door zal zijn. Jackson zit in de gevangenis en belt naar Susan. Hij verdenkt Mike ervan hem verraden te hebben. Susan wil er het fijne van weten en gaat naar het huis van Katherine en Mike. Mike staat onder de douche en Katherine probeert uit te vissen waarom Susan Mike wil spreken. Susan vraagt dan aan Katherine of Mike Jackson verraden heeft. Katherine moet dan wel opbiechten dat zij de sms (over de alimentatie) naar Susan heeft gestudeerd en Mike van niets weet: ze had schrik dat Mike anders misschien niet met haar wilde trouwen als hij hoorde dat het huwelijk van Jackson en Susan niet echt was. Susan vraagt aan Mike of hij van Katherine houdt. Hij bevestigt dit en vertelt erbij dat hij met Katherine naar Las Vegas vertrekt om te trouwen. Als Susan dit hoort, besluit ze om toch met Dave te gaan vissen. Orson heeft ontdekt waar hun 'gestolen' spullen verborgen worden gehouden door Bree. Hij haalt alles terug in huis en wanneer Bree dan thuiskomt, moet ze wel eerlijk opbiechten dat zij alles heeft gestolen en van hem wil scheiden. Orson laat dit niet zomaar gebeuren en stelt haar voor de keuze: ofwel blijven ze samen, ofwel gaat Bree naar de gevangenis voor oplichting. Gabrielle en Carlos gaan op familiebezoek bij Carlos' tante Connie Solis. Zij heeft groot nieuws: ze heeft niet meer lang te leven en zoekt een nieuw thuis voor haar kleindochter Ana. Carlos kan Gabrielle overtuigen om Ana in huis te nemen. Roberta McCluskey krijgt telefoon van Dr. Hellers receptioniste, die haar vertelt dat de dokter dood is. Roberta gaat met die informatie naar Karen en wil er ook mee naar de politie stappen. Maar Karen wil eerst zelf op onderzoek gaan en wil inbreken in Daves huis. Dave wil nog altijd gaan vissen, maar Susan wil niet mee nu Jackson in de gevangenis zit. Hij krijgt ook bezoek van de politie in verband met de brand in de club. Die zijn erachter gekomen dat de man in de achterkamer Dr. Samuel Heller is en willen weten of Dave hem kent. Hij krijgt na hun bezoek weer hallucinaties: Dr. Heller vertelt hem dat hij niet zomaar met zijn daden zal wegkomen, zijn ex-vrouw wil dat hij snel bij haar is en Edie raadt hem aan om MJ nu meteen te vermoorden. Hij neemt daarop zijn geweer en stapt op MJ af (die in de straat aan het spelen is). Maar dan komt Susan buiten en vertelt hem dat ze toch mee wil gaan vissen en besluit hij zijn oorspronkelijke plan terug op te pakken. Hij geeft Mike ook een videocassette waarop hij al zijn misdaden bekent, maar zegt tegen Mike dat er een optreden van de band op staat. |                                                 |                           |                 |                               |  |
| 5-24 (111) | If It's Only In Your Head                       | Jeffrey Richman           | David Grossman  | 17 mei 2009                   |  |
| De familie Solis wacht op de komst van Carlos' nichtje Ana. Ze willen haar goed ontvangen en hopen dat ze voor lange tijd bij hen zal blijven, want Ana heeft al veel meegemaakt en is al vaak verhuisd. Ana is wel niet meer het kleine meisje dat Carlos zich kan herinneren, maar is ondertussen een jong tienermeisje geworden. Gabrielle legt haar de huisregels uit en Ana belooft haar regels te volgen. Ze pakt ondertussen haar kledij uit, en Gabrielle ziet dat daar enkele dure designerjurken tussen zitten. Wanneer ze vraagt hoe Ana aan die dure jurken is gekomen, zegt ze dat ze die van haar vriendjes gekregen heeft. Wat later vraagt ze aan Ana om enkele klusjes op te knappen en ervoor te zorgen dat Juanita en Celia ook hun taken uitvoeren. Maar Ana heeft daar geen zin in en kan de Scavo-jongens overtuigen om ze voor haar te doen. Gabrielle is boos en legt Ana uit dat ze zelf haar taken moet doen en een voorbeeld moet stellen voor Juanita en Celia. Zij ziet echter geen graten in haar oplossing. Dat maakt Gabrielle enkel nog bozer en ze dreigt ermee Ana buiten te gooien als ze niet plooit. Daarop gaat Ana uithuilen bij Carlos, die op zijn beurt boos wordt op Gabrielle en begrip vraagt voor zijn nichtje. Karl is verbaasd dat Bree aan Orson verteld heeft dat ze wil scheiden. Ze vertelt er ook bij dat Orson haar nu chanteert. Daarop stuurt Karl een mannetje op Orson af en die slaat hem ineen. Wanneer Bree ziet wat er met hem gebeurd is, is ze gechoqueerd. Orson denkt echter dat Bree de man heeft ingehuurd, maar Bree ontkent er iets mee te maken hebben. Ze stapt woest naar Karl en eist een verklaring. Maar Karl heeft geen oren naar haar verhaal en vertelt haar dat ze de meest fascinerende vrouw is die hij ooit heeft ontmoet, en kust haar. Tom is toch geslaagd voor zijn ingangsexamen en mag aan zijn studies beginnen. Hij neemt de hele familie mee om dit te vieren, maar Lynette wil nog eerst even telefoneren: ze voelt zich niet goed en denkt dat ze opnieuw kanker heeft. Ze gaat naar de dokter en na een grondig onderzoek blijkt dat ze geen kanker heeft, maar weer zwanger is van een tweeling. Wanneer ze het nieuws aan Tom vertelt, begint hij te twijfelen of studeren nu wel de beste oplossing is. Karen en Roberta breken in in het huis van Dave en vinden een hoop medicatie op naam van 'David Dash'. De politie wil Dave ook nog wat vragen stellen en komt Dave net ophalen. Zo betrappen ze Karen en Roberta. Tijdens hun ondervraging op het politiebureau ontdekken Karen en Roberta dat Dave Williams eigenlijk David Dash is en dat Dave de dokter heeft vermoord. Karen herinnert zich ook het ongeluk waarin Mike en Susan betrokken waren, en dat die familie ook Dash heette. Dat doet bij iedereen vragen rijzen: waarom woont Dave in dezelfde straat als de mensen die zijn familie 'vermoord' hebben? Susan en MJ vertrekken samen met Dave op weekend. Wanneer ze afscheid nemen van Mike, krijgt die een vreemd gevoel als hij Daves gezicht ziet. Hij en Katherine vertrekken ondertussen naar de luchthaven. Katherine neemt nog snel de videocamera mee en pakt ook de videocassette die Dave aan Mike heeft gegeven. Op de luchthaven gaat Katherine nog even naar het toilet, maar wanneer ze haar make-up uit haar handtas neemt, zet ze per ongeluk de videocamera aan en begint de cassette te spelen. Mike ziet wat er op de cassette staat en vlucht de luchthaven uit om Susan en MJ te redden. Hij belt naar Susan en vertelt haar wie Dave eigenlijk is. Ze moet nu proberen te vluchten, maar dat is niet zo gemakkelijk, want Dave zit aan het stuur. Zij gebaart ondertussen dat er niets aan de hand is en geeft MJ een drankje, zodat hij snel moet plassen. Wanneer MJ dan zegt dat hij dringend naar het toilet moet, stoppen ze langs de kant van de weg. Susan slaat Dave met een steen half bewusteloos en vlucht met MJ het bos in. Ze verstuikt echter haar enkel tijdens de vlucht en zegt dat MJ zich moet verstoppen voor Dave. Dave is ondertussen weer bij bewustzijn en gaat hen achterna. Hij vindt Susan al snel terug en gaat op zoek naar MJ. Hij vindt hem terug op een kerkhof dat iets verder ligt. Mike belt terug naar Susan, maar Dave neemt op. Mike stelt hem dan een deal voor: zijn leven voor dat van Susan en MJ. Dave vindt dat een goed idee en spreekt met hem af op dezelfde plaats waar het ongeluk met zijn vrouw en dochter plaatsvond. Hij bindt Susan vast aan een boom en vertelt haar zijn ware plannen: hij zal met de auto inrijden op Mike wanneer hij komt aangereden, met MJ op de achterbank. Hij maakt zich klaar voor de komst van Mike en kijkt even door de achterspiegel naar MJ. Door zijn hallucinaties ziet hij echter niet MJ zitten, maar zijn dochter Paige. Iets later hoort Dave de wagen van Mike aankomen. Hij zet de motor aan en rijdt met volle vaart op Mike af. Susan heeft zich ondertussen kunnen losmaken en probeert Mike tegen te houden, maar het is te laat: met een enorme knal botst Dave op de wagen van Mike. Susan is verbijsterd en denkt dat MJ in de wagen zit, maar Dave heeft net daarvoor MJ uit de wagen gezet. Mike komt ook ongedeerd uit de crash en Susan valt huilend in zijn armen. Ze zijn zo blij dat alles goed is afgelopen en geven elkaar een passionele kus. Dave overleeft de crash ook en wordt opgesloten in een psychiatrische instelling. Twee maanden later zien we alle huisvrouwen in de kerk voor een huwelijk: Bree is nog altijd samen met Orson maar heeft een affaire met Karl, Gabrielle probeert Ana op het rechte pad te houden en Lynette is nog altijd zwanger. De bruidegom van het huwelijk is Mike, maar wie zijn bruid is (Susan of Katherine) is niet duidelijk.                   |                                                 |                           |                 |                               |  |